# Franca
Franca é um município brasileiro no interior do estado de São Paulo, sede da Região Geográfica Imediata de Franca e da Aglomeração Urbana de Franca. Localiza-se a 20º32'19" de latitude sul e 47º24'03" de longitude oeste, distante 401 km da capital estadual e a 676 km de Brasília. Possui uma área de 605,679 km², dos quais 82,34 km² estão em zona urbana, e sua população estimada em 2024 era de 364.331 habitantes, sendo o 20.º município mais populoso do estado. É conhecida em todo Brasil como a "Capital Nacional do Calçado" e a "Capital Nacional do Basquete".
Localizado no nordeste do estado de São Paulo, um dos pontos com maior incidência solar no Brasil, o município é um relevante centro urbano, econômico e industrial, atraindo diariamente milhares de pessoas de cidades vizinhas, tanto de São Paulo quanto de Minas Gerais. Essas características tornam a região atrativa para investimentos em economia solar, impulsionados pela combinação de fatores naturais e boa infraestrutura, além de favorecerem o desenvolvimento de tecnologias avançadas.
Em 2016, foi classificado pelo Instituto Trata Brasil como o município com a melhor rede de saneamento básico e tratamento de água entre as cidades brasileiras com mais de 300 mil habitantes. Apesar de ter perdido essa posição em anos posteriores, manteve-se entre os 10 melhores, alcançando o 4.º lugar no ranking nacional em 2021. Em 2023, foi considerada a 6.ª cidade mais segura do Brasil entre aquelas com população entre 200 e 500 mil habitantes. Em 2018, foi apontada como a 5.ª melhor cidade para se viver no país, a 41.ª mais desenvolvida, de acordo com a FIRJAN, e a 52.ª em qualidade de vida.

## História

### Origens

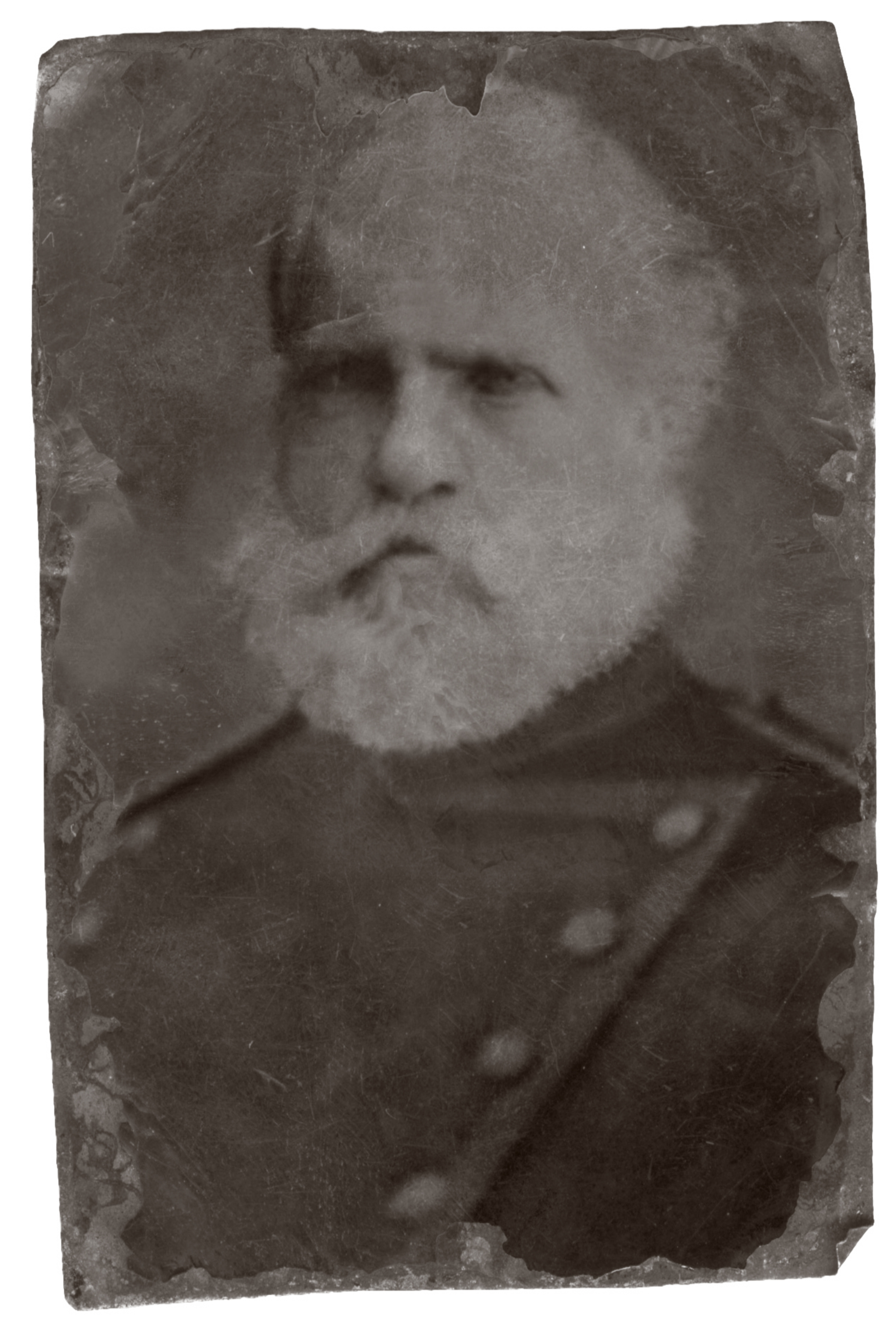
Hipólito Antônio Pinheiro (1754-1840), um dos fundadores de Franca.

A história da região conhecida como Sertão do Capim Mimoso, próxima aos rios Pardo e rio Sapucaí, remonta às expedições dos bandeirantes. Em 1722, a bandeira liderada por Anhanguera (o filho) traçou o "Caminho de Goiás" ou "Estrada dos Goiases", conectando a cidade de São Paulo às minas de ouro na região que hoje é Goiás, então parte da Capitania de São Paulo. A partir dessas incursões, surgiram os chamados "pousos" de tropeiros, onde viajantes e animais descansavam durante as jornadas em busca de ouro no interior do Brasil. O pouso que originou a cidade de Franca era conhecido pelos bandeirantes como "Pouso dos Bagres".
No início do século XIX, os filhos de Manoel de Almeida, Antônio Antunes de Almeida e Vicente Ferreira de Almeida, doaram terras para a construção de uma capela, posteriormente benzida pelo padre Joaquim Martins Rodrigues. A região atraiu pioneiros de Minas Gerais e Goiás, que, diante da decadência da mineração em suas localidades, começaram a se estabelecer no "Belo Sertão do Rio Pardo". O governador-geral da Capitania de São Paulo, António José da Franca e Horta, incentivou esse povoamento e deu origem ao nome da cidade. Os pioneiros solicitaram a criação de uma freguesia, devido à distância da freguesia de Mogi Mirim, localizada a centenas de quilômetros de distância.
A Freguesia de Nossa Senhora da Conceição da Franca foi criada em 3 de dezembro de 1805, integrando o termo da Vila de Mogi Mirim. Seu território original, desmembrado de Mogi Mirim, abrangia uma vasta área que incluía as regiões de Batatais, Igarapava e Guaíra. Esse território foi gradativamente reduzido com a criação de novos municípios, como Batatais em 1839, Igarapava em 1873, Ituverava e Patrocínio Paulista em 1875, São José da Bela Vista em 1948, Cristais Paulista em 1959, e Restinga, Jeriquara e Ribeirão Corrente em 1964.
Em 1819, o naturalista francês Auguste de Saint-Hilaire visitou a região e registrou suas impressões: "A vila de Franca, onde pousei, é aprazivelmente localizada em meio de vastas pastagens, numa região descoberta, semeada de capões de mato e recortada por profundos vales. Ocupa essa encantadora vila o centro de uma elevação do terreno, larga e arredondada, de cada lado banhada por um pequeno regato. Não havia ali, ao tempo de minha viagem, senão cerca de cinquenta casas, mas já estavam assinalados os locais para a construção de um grande número delas, e era fácil de perceber que Franca não demoraria em adquirir grande importância".
Em 1821, foi criada por Dom João VI a "Vila Franca Del Rey", instalada oficialmente em 28 de novembro de 1824. O Capitão José Justino Faleiros foi nomeado o primeiro presidente da Câmara Municipal, tomando posse em 30 de novembro de 1824, junto com os demais vereadores. Após a independência do Brasil, o nome foi alterado para Vila Franca do Imperador, em homenagem a D. Pedro I do Brasil. Nesse mesmo ano, Minas Gerais tentou anexar a região, mas a resistência local impediu a incorporação. Esse episódio é representado no brasão da cidade, que exibe uma cidade fortificada e o lema "Genti Meae Paulistae Fidelis" (Fiel à Minha Grei Paulista). Em 1838, ocorreu na região a "Anselmada", uma rebelião de impacto local. No ano seguinte, foi criada a comarca de Franca, que perdeu parte de seu território com a fundação da Vila de Batatais em 1839.

### Consolidação

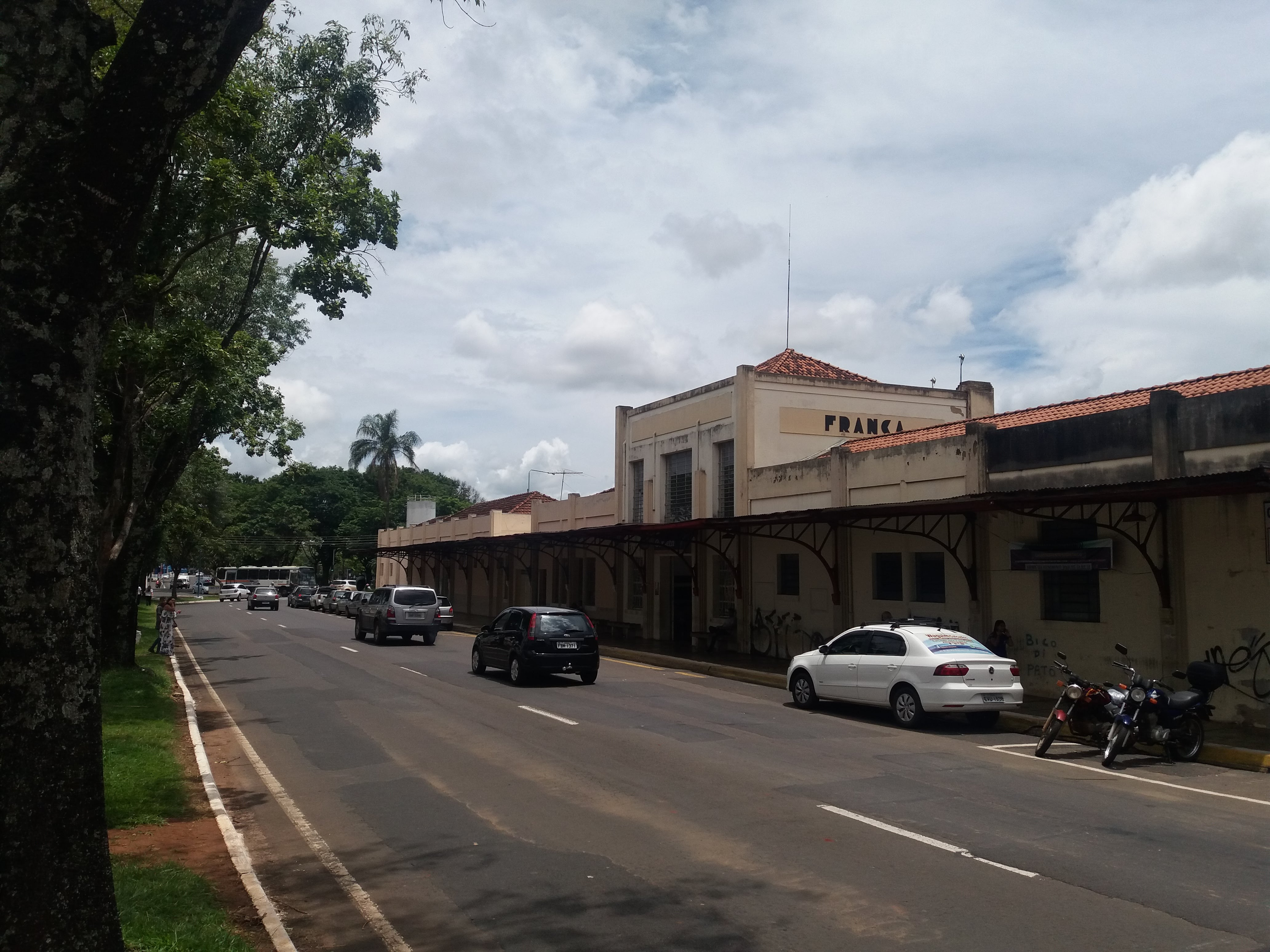
Antiga estação ferroviária de Franca, que foi servida pela Estrada de Ferro Mogiana.

Pela lei provincial nº 21, de 24 de abril de 1856, a Vila de Franca foi elevada à categoria de cidade. Na década de 1830, francanos contribuíram para a colonização da região de Santana do Paranaíba, no atual Mato Grosso do Sul. O município atraiu muitos imigrantes, especialmente italianos, durante a expansão do café pelo Oeste Paulista. Esses imigrantes desempenharam papel central no surgimento da primeira indústria local, voltada à produção de calçados, que se consolidou a partir da década de 1920.
Franca também teve participação relevante na Guerra do Paraguai, enviando os "Voluntários da Franca" e o conhecido Guia Lopes. Na década de 1890, passou a ser atendida pela Estrada de Ferro Mogiana, mas o ramal ferroviário foi desativado no início do século XX com a construção de uma variante que conectava Ribeirão Preto a Uberaba, excluindo Franca. A cidade desempenhou papel ativo na Revolução Constitucionalista de 1932, ocasião em que seis cidadãos francanos perderam a vida em defesa do estado de São Paulo.
Após o fim do ciclo do café, que atingiu diversas regiões paulistas, o município iniciou a diversificação de sua economia. Embora o cultivo de café tenha se mantido relevante até a metade do século XX, a indústria de calçados, inicialmente artesanal, expandiu-se no início da década de 1950. Esse processo foi acompanhado pela migração de trabalhadores em busca de emprego tanto nas fábricas de calçados quanto nas indústrias emergentes dos setores metalúrgico, gráfico, moveleiro e alimentício. A expansão da malha urbana, entre as décadas de 1970 e 1980, resultou na implementação das primeiras melhorias na infraestrutura da cidade para atender à nova demanda populacional. Esse período foi caracterizado pelo crescimento do mercado imobiliário francano e pela criação de escolas profissionalizantes, voltadas à formação de mão de obra qualificada.
No início da década de 2000, Franca já havia se consolidado como centro regional de influência no nordeste paulista e no sul de Minas Gerais, com uma economia apoiada na indústria calçadista e no setor de serviços, que inclui comércio, educação, saúde e atividades de suporte à produção industrial.

## Geografia

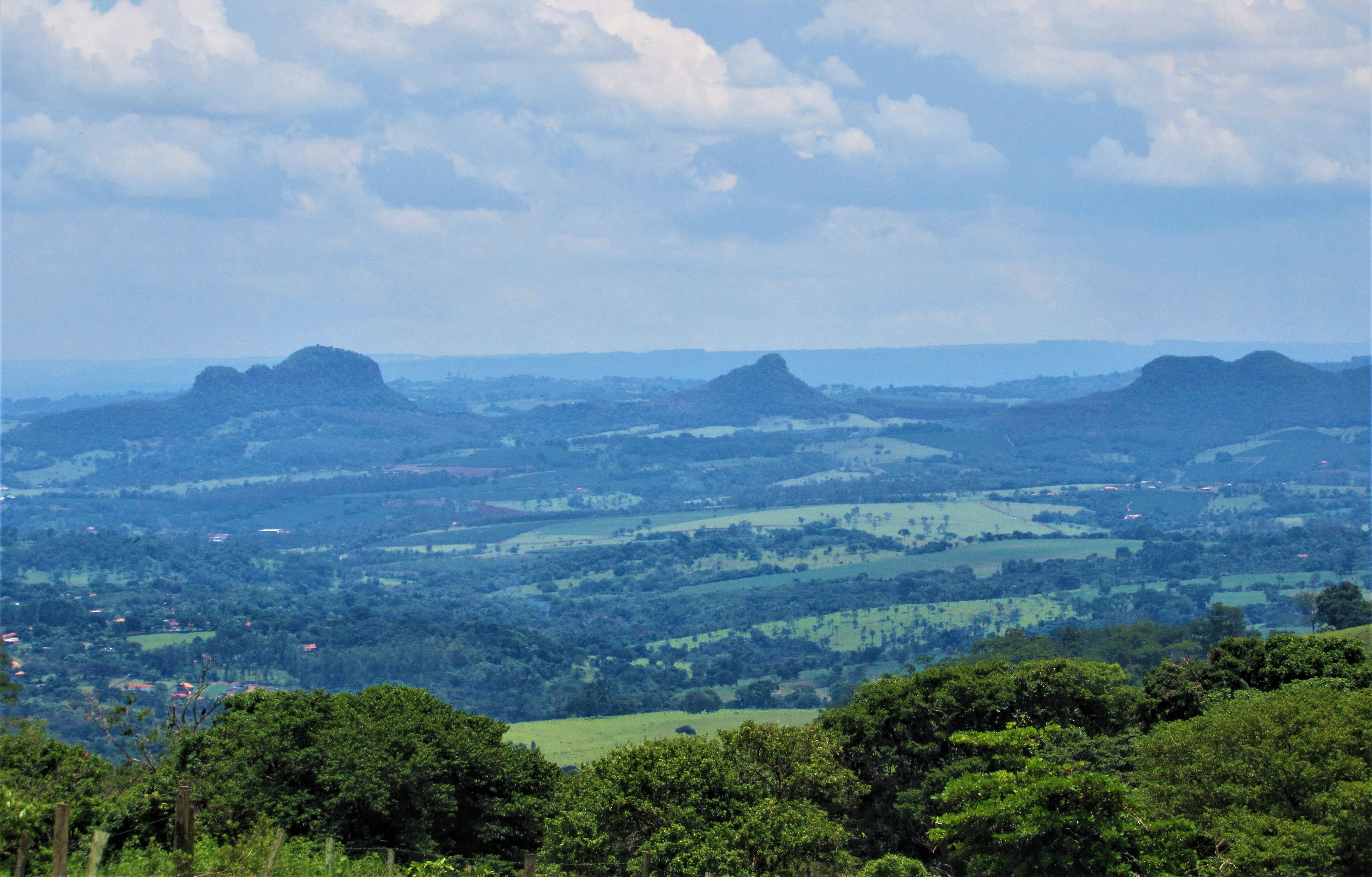
Franca está situada em uma região de Planalto, de onde, a partir do Jardim Paulistano, é possível avistar no horizonte o início do Parque Nacional da Serra da Canastra.

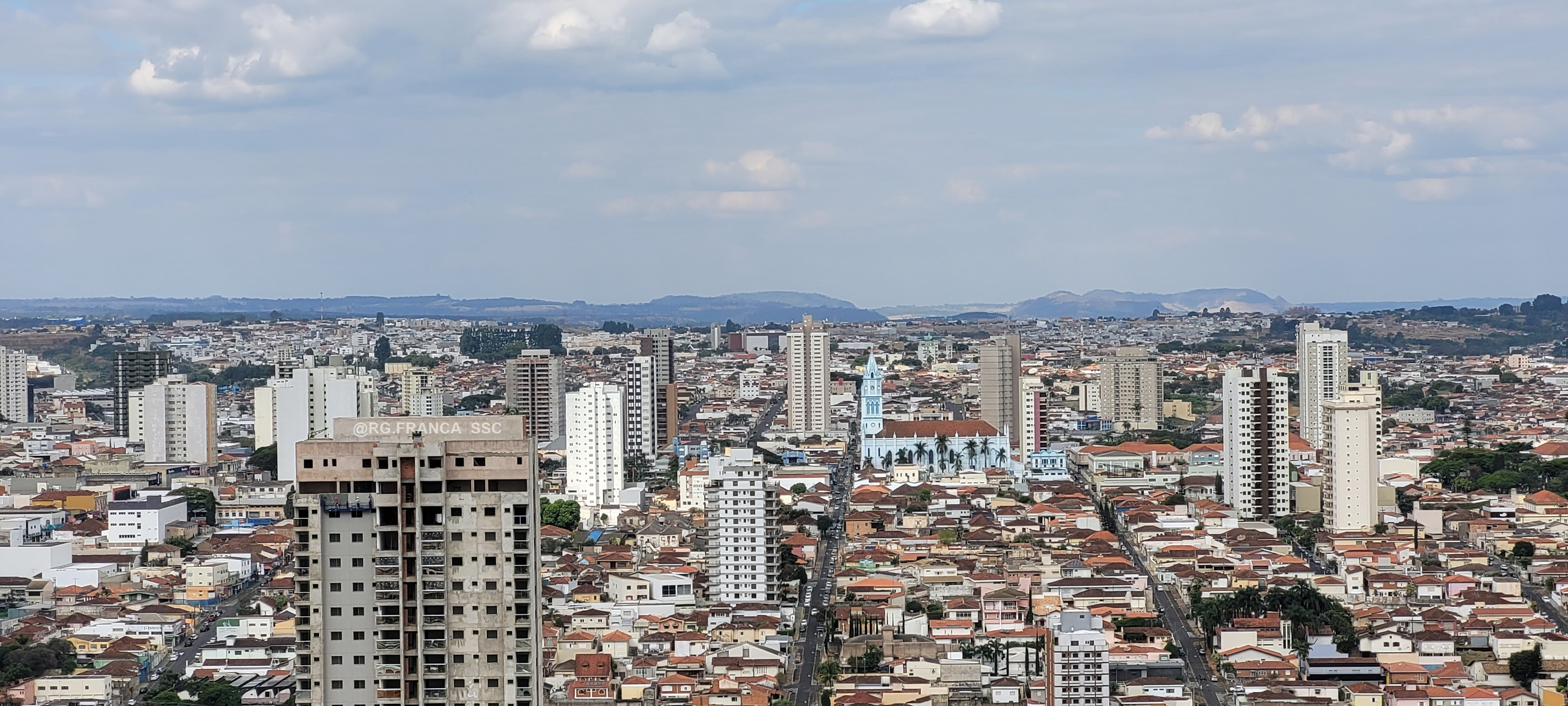
Vista do centro de Franca, com o estado de Minas Gerais ao fundo.

Localizado na região nordeste do estado de São Paulo, o município é sede da Aglomeração Urbana de Franca e da Região Geográfica Imediata de Franca, além de integrar a região da Alta Mogiana. Faz divisa com os municípios paulistas de Batatais, Cristais Paulista, Restinga e Patrocínio Paulista, além de Ibiraci e Claraval, em Minas Gerais.

### Relevo
A cidade apresenta um relevo bastante elevado, com altitude próxima a 1 040 metros, sendo o quinto município mais elevado do estado. Campos do Jordão é o mais alto, construído a 1 620 m acima do nível do mar, seguido por Pedra Bela, com 1 120m, Santo Antônio do Pinhal, com 1 080 m e Pedregulho, com 1 060m.
Franca durante muito tempo ficou conhecida como Cidade das Três Colinas por ter se desenvolvido sob três colinas, a da Estação, Centro e a Colina da Santa Rita, as quais são separadas pelos principais córregos da cidade. Entretanto Franca vive um rápido crescimento urbano e, devido a isso, tem se espalhado para fora das famosas três colinas agregando outros relevos de mesmas características no entorno.
À leste, a área urbana da cidade se aproxima dos limites da serra da Franca, que chega a 200 metros de desnível. Abaixo, o rio Sapucaí divide a cidade e o estado de São Paulo com Minas Gerais, deste ponto se tem uma visão deslumbrante dos morros e serras característicos do estado vizinho. Devido a esta barreira natural, atualmente a cidade de expande para os regiões Oeste, Norte e Sul, onde o relevo é mais ameno. Os solos são arenosos, destacando-se os arenitos Botucatu e Bauru.

### Hidrografia
A hidrografia local é dominada pela bacia do rio Canoas, o maior manancial de abastecimento de água da cidade.

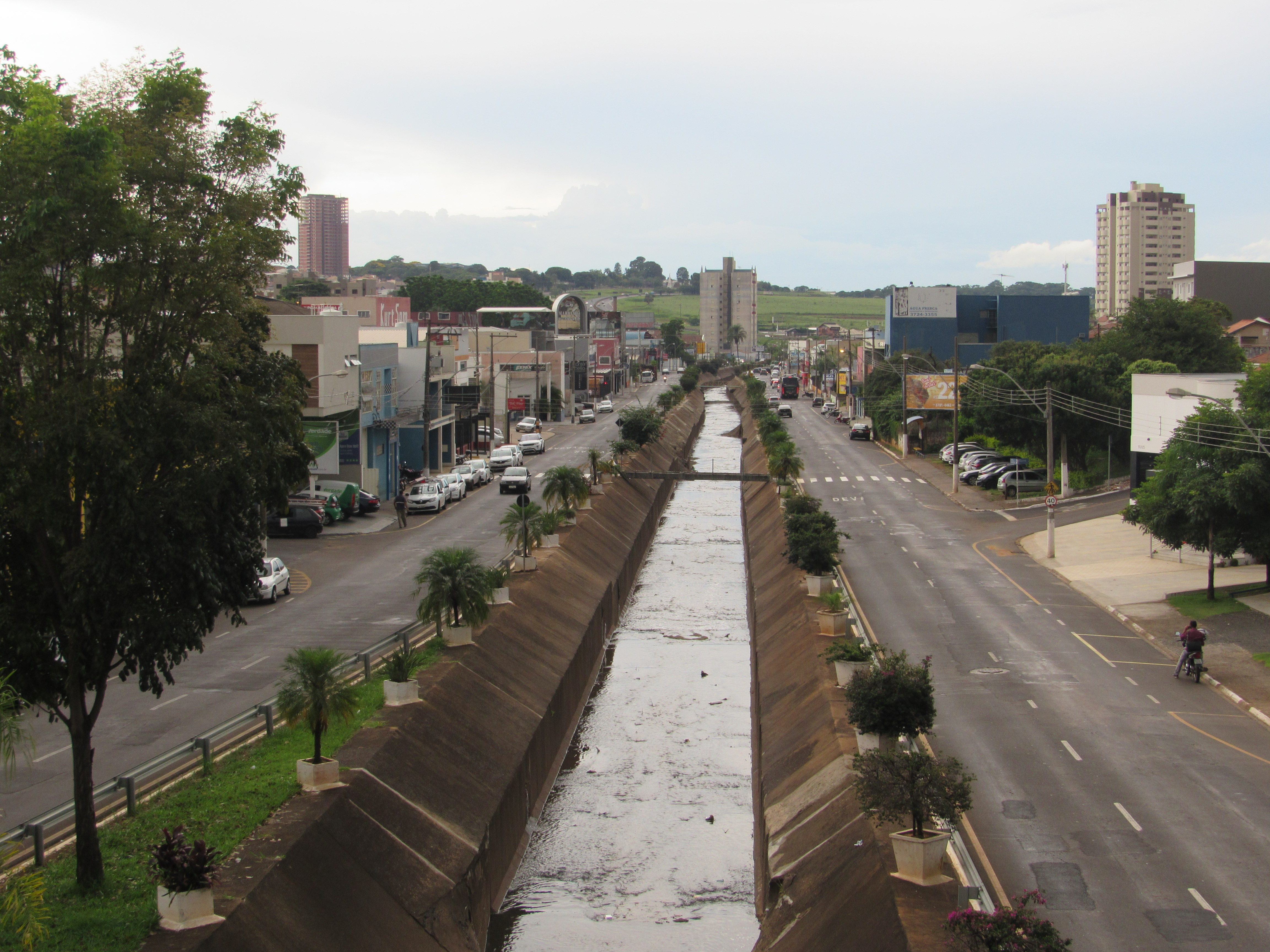
O Córrego dos Bagres é um dos cursos d'água que cortam o município.

O ribeirão dos Bagres, também conhecido como marginal dos Bagres, é o principal ribeirão que atravessa a zona urbana da cidade. Ele nasce na região do Jardim Riviera, na zona leste, e deságua no Rio Sapucaí, no município de Restinga. Em sua extensão urbana, o ribeirão não conta com mata ciliar preservada e é margeado por importantes vias, como a Avenida Hélio Palermo, no trecho conhecido como "alto Bagres"; a Avenida Antônio Barbosa Filho, que se estende do Vale dos Bagres até a região do Galo Branco; e a Avenida das Seringueiras, no complexo viário Cubatão-Bagres.
Outro curso d’água relevante é o ribeirão Cubatão, conhecido como marginal Cubatão. O ribeirão é acompanhado pela Avenida Ismael Alonso e Alonso, uma das vias mais movimentadas da cidade. Ele nasce na região do Piratininga, na zona leste, e deságua no ribeirão dos Bagres. Com mais de 7 km de extensão na área urbana, a marginal Cubatão é a principal ligação entre a Rodovia Cândido Portinari, o Centro, a Rodovia João Traficante e a zona leste.

### Áreas verdes

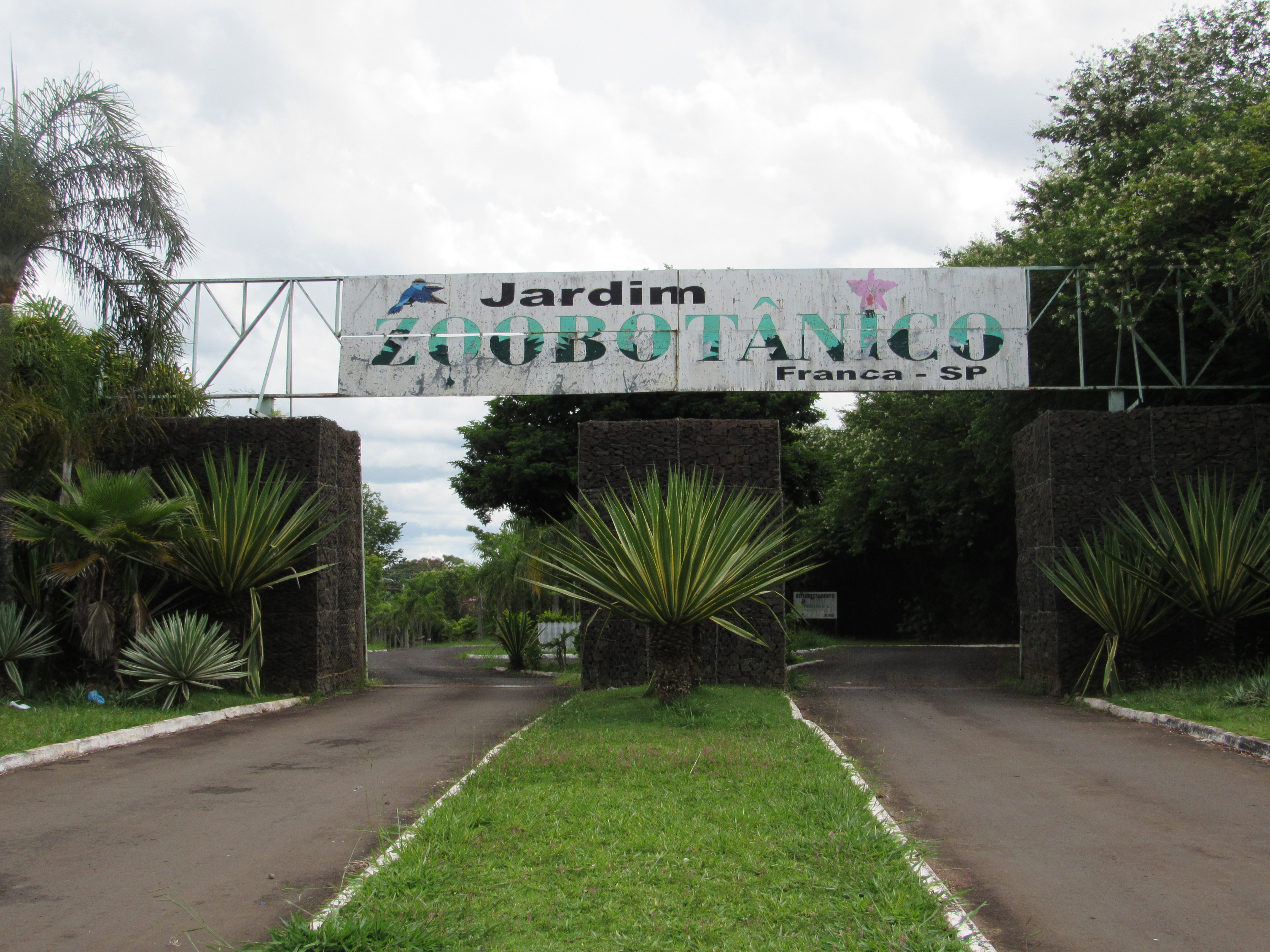
Entrada do Jardim Zoobotânico de Franca.

Franca possui diversos pontos de interesse na cidade e em suas proximidades. Localizada a 70 quilômetros da Serra da Canastra, é um dos acessos mais próximos para visitação dessa reserva.
O Jardim Zoobotânico, anteriormente conhecido como Horto Florestal Municipal, situado no Bairro City Petrópolis, abriga uma grande diversidade de espécies vegetais. O local conta com áreas de lazer, alimentação e um parque infantil. Anualmente, são produzidas cerca de 400 mil mudas, utilizadas em paisagismo urbano e na recomposição florestal com espécies nativas. Além disso, visitas orientadas proporcionam um maior contato com a natureza, estimulando a observação e percepção da biodiversidade e das interações entre os seres vivos. No mesmo local, encontra-se a sede da Associação dos Orquidários de Franca.

### Clima
A cidade de Franca está situada em uma região de planalto, com altitude de 1 040 metros, o que resulta em temperaturas mais amenas em comparação com cidades vizinhas, que se encontram a altitudes menores. Com a atualização climática referente ao período de 1981 a 2010, a cidade deixou de ser classificada como clima tropical de altitude (ou subtropical úmido — Cwa, conforme a classificação climática de Köppen-Geiger) e passou a ter clima tropical com estação seca (Aw, segundo a mesma classificação), devido à elevação da temperatura média do mês mais frio para valores superiores a 18 °C. A cidade apresenta invernos secos, verões chuvosos e temperaturas moderadas ao longo do ano. A média anual de precipitação pluviométrica é elevada, e Franca figura entre as cidades mais chuvosas do estado de São Paulo, com registros ocasionais de altos volumes de chuva.
De acordo com dados da estação meteorológica do Instituto Nacional de Meteorologia (INMET) em Franca, localizada no aeroporto da cidade, a menor temperatura registrada desde 1931 foi de 0 °C, em 5 de julho de 1953 e 1° de junho de 1979, enquanto a maior atingiu 37,8 °C, em 15 de outubro de 2014. O maior acumulado de precipitação em 24 horas foi de 146 milímetros (mm), em 28 de março de 1931, seguido por 133,7 mm em 21 de novembro de 2018, 128,1 mm em 12 de dezembro de 1992, 122,2 mm em 28 de novembro de 1951, 121,9 mm em 11 de janeiro de 2017, 117,1 mm em 12 de dezembro de 1989, 109,6 mm em 18 de dezembro de 1941, 109,2 mm em 27 de janeiro de 2010, 107,7 mm em 3 de março de 1989, 107,4 mm em 10 de fevereiro de 1987, 103,3 mm em 31 de dezembro de 2021, 102,7 mm em 7 de fevereiro de 2022, 102,2 mm em 27 de janeiro de 2000 e 101,2 mm em 25 de outubro de 1976.
| Dados climatológicos para Franca (Aeroporto)                                                                                    | Dados climatológicos para Franca (Aeroporto) | Dados climatológicos para Franca (Aeroporto) | Dados climatológicos para Franca (Aeroporto) | Dados climatológicos para Franca (Aeroporto) | Dados climatológicos para Franca (Aeroporto) | Dados climatológicos para Franca (Aeroporto) | Dados climatológicos para Franca (Aeroporto) | Dados climatológicos para Franca (Aeroporto) | Dados climatológicos para Franca (Aeroporto) | Dados climatológicos para Franca (Aeroporto) | Dados climatológicos para Franca (Aeroporto) | Dados climatológicos para Franca (Aeroporto) | Dados climatológicos para Franca (Aeroporto) |
| Mês | Jan                                          | Fev                                          | Mar                                          | Abr                                          | Mai                                          | Jun                                          | Jul                                          | Ago                                          | Set                                          | Out                                          | Nov                                          | Dez                                          | Ano                                          |
| --- | -------------------------------------------- | -------------------------------------------- | -------------------------------------------- | -------------------------------------------- | -------------------------------------------- | -------------------------------------------- | -------------------------------------------- | -------------------------------------------- | -------------------------------------------- | -------------------------------------------- | -------------------------------------------- | -------------------------------------------- | -------------------------------------------- |
| Temperatura máxima recorde (°C)                                                                                                 | 35,3                                         | 34,4                                         | 33,4                                         | 31,9                                         | 30,2                                         | 30                                           | 30                                           | 33,7                                         | 36,6                                         | 37,8                                         | 36,6                                         | 34                                           | 37,8                                         |
| Temperatura máxima média (°C)                                                                                                   | 27,6                                         | 28                                           | 27,5                                         | 26,8                                         | 24,7                                         | 24,5                                         | 24,9                                         | 26,9                                         | 28,4                                         | 28,8                                         | 27,6                                         | 27,6                                         | 26,9                                         |
| Temperatura média compensada (°C)                                                                                               | 22,6                                         | 22,7                                         | 22,4                                         | 21,6                                         | 19,2                                         | 18,7                                         | 18,8                                         | 20,5                                         | 22,1                                         | 22,8                                         | 22,3                                         | 22,5                                         | 21,4                                         |
| Temperatura mínima média (°C)                                                                                                   | 19,2                                         | 19,2                                         | 18,9                                         | 17,8                                         | 15,4                                         | 14,8                                         | 14,6                                         | 15,8                                         | 17,3                                         | 18,4                                         | 18,3                                         | 18,9                                         | 17,4                                         |
| Temperatura mínima recorde (°C)                                                                                                 | 9,6                                          | 10                                           | 10,9                                         | 4,7                                          | 3,3                                          | 0                                            | 0                                            | 1,2                                          | 3,6                                          | 4,8                                          | 9                                            | 10,4                                         | 0                                            |
| Precipitação (mm) | 319,6                                        | 239,1                                        | 205,1                                        | 82,9                                         | 57,1                                         | 23                                           | 15,3                                         | 19,9                                         | 60,3                                         | 147,4                                        | 201,6                                        | 279,4                                        | 1 650,7                                      |
| Dias com precipitação (≥ 1 mm)                                                                                                  | 18                                           | 14                                           | 14                                           | 7                                            | 4                                            | 2                                            | 2                                            | 2                                            | 5                                            | 9                                            | 13                                           | 18                                           | 108                                          |
| Umidade relativa compensada (%)                                                                                                 | 78,4                                         | 76,9                                         | 77,3                                         | 72                                           | 69,4                                         | 64,9                                         | 58                                           | 51,9                                         | 55,8                                         | 64,1                                         | 72,8                                         | 77,9                                         | 68,3                                         |
| Insolação (h) | 118,7                                        | 122,7                                        | 171,4                                        | 216,8                                        | 228,7                                        | 239,3                                        | 258,5                                        | 258,2                                        | 206,9                                        | 171,9                                        | 147,5                                        | 133,3                                        | 2 273,9                                      |
| Fonte: Instituto Nacional de Meteorologia (INMET) (normal climatológica de 1991-2020; recordes de temperatura a partir de 1931) |                                              |                                              |                                              |                                              |                                              |                                              |                                              |                                              |                                              |                                              |                                              |                                              |                                              |

## Demografia

### População
Em 2010, o Instituto Brasileiro de Geografia e Estatística (IBGE) registrou a população de Franca em 318.640 habitantes. Desse total, 163.176 eram mulheres (51,23%) e 155.464 eram homens (48,77%). A população urbana representava a maioria, com 313.046 pessoas (98,24%), enquanto a zona rural concentrava 5.594 habitantes (1,76%). No mesmo período, a população residente alfabetizada somava 285.124 pessoas, sendo 145.640 mulheres (51,1%) e 139.484 homens (48,9%).
Conforme o censo demográfico de 2022, a densidade demográfica era de 526,09 habitantes por quilômetro quadrado, contabilizando uma idade média populacional de 36 anos. Para o mesmo ano, a distribuição da população por gênero foi de 181.647 mulheres e 170.889 homens. Em relação ao censo anterior, o acréscimo populacional no município foi de 10,64%.

### Religião
De acordo com o censo de 2010 do IBGE, os católicos são a maior porcentagem religiosa em Franca, representando 67,04% da população. Os evangélicos formam o segundo maior grupo religioso, com 20,05% da população. Em terceiro lugar, encontram-se os espíritas, que correspondem a 7,14% da população. Segundo o censo brasileiro de 2022, a composição religiosa da cidade era de 59,92% católicos, 22,14% evangélicos ou protestantes, 6,47% espíritas, 0,78% umbandistas ou candomblecistas, 0,01% religião tradicional, 3,92% outras religiões, 6,64% irreligiosos, 0,04% desconhecidos e 0,07% não declarados.
O Cristianismo se faz presente na cidade da seguinte forma:

#### Igreja Católica
- A igreja é sede da Diocese de Franca.[50]

#### Igrejas Evangélicas
Entre as igrejas protestantes históricas, pentecostais e neopentecostais, encontram-se na cidade:
- Assembleia de Deus Ministério do Belém.[53][54]
- Congregação Cristã no Brasil.[55]

### Etnias
Em 2022, a distribuição da população por cor ou raça no município, foi composta por 225.551 pessoas brancas (63,98%), 99.611 pardas (28,26%), 26.353 negras (7,48%), 759 amarelas (0,22%) e 236 indígenas (0,07%).

### Indicadores socioeconômicos
- Índice de Desenvolvimento Humano (IDH-M): 0,820[4]

### Saúde

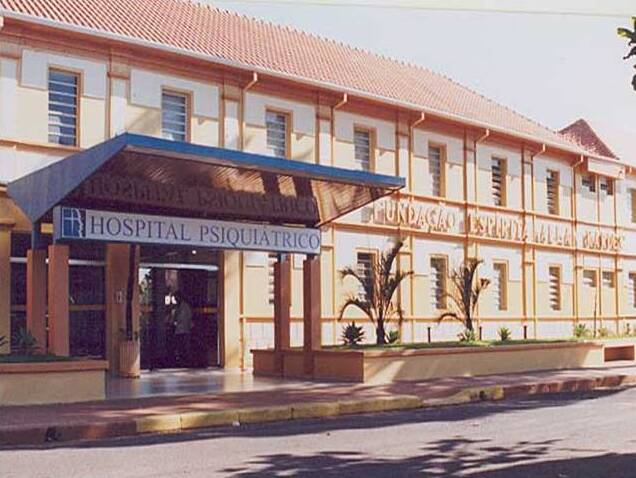
Hospital Allan Kardec

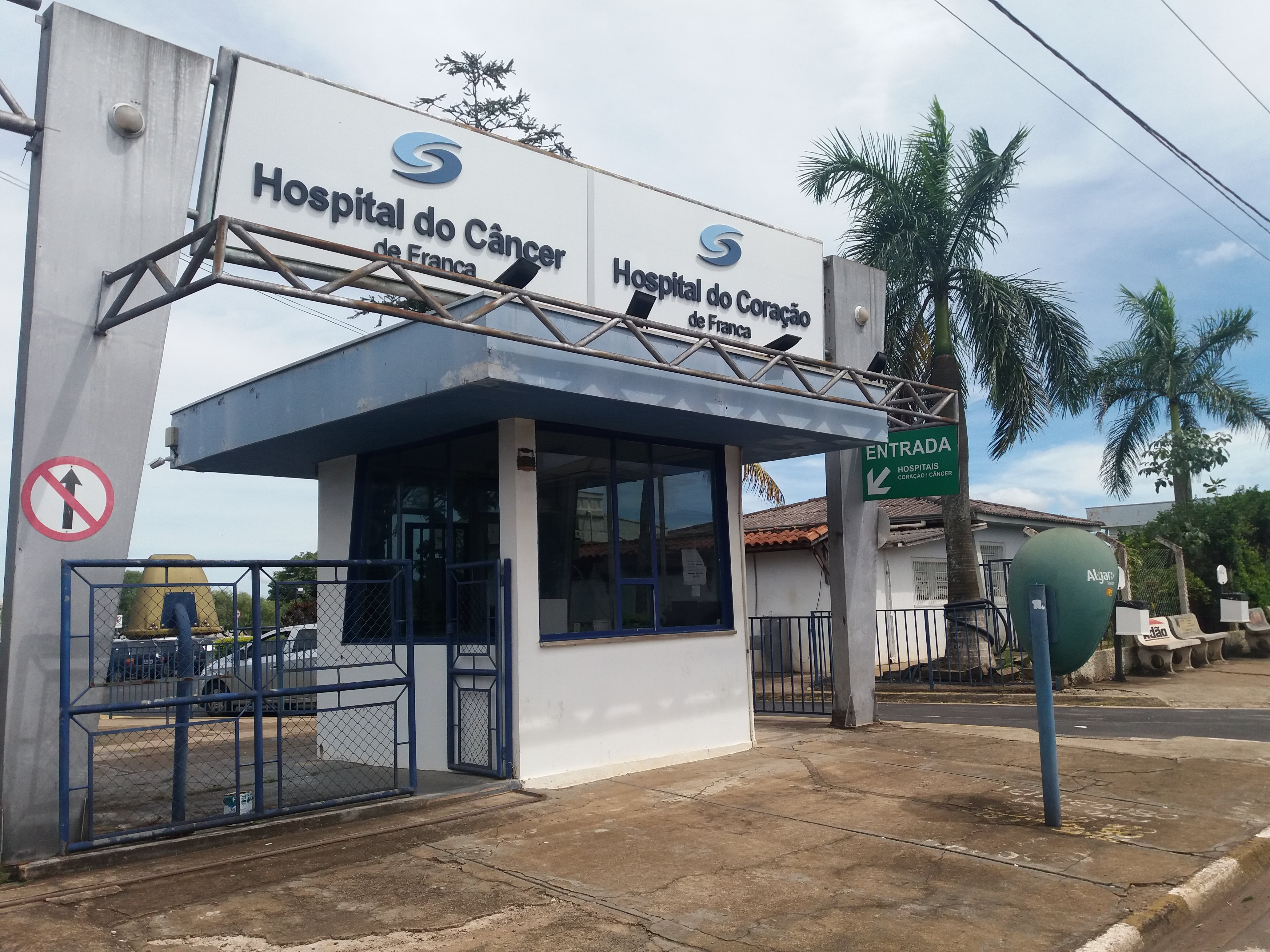
Hospital do Coração e do Câncer

- Mortalidade infantil até um ano (por mil): 12,66 (Fonte de maio de 2010)
- Expectativa de vida (anos): 73,03 (Fonte de maio de 2010)
- IDH-M Longevidade: 0,800[4]

## Política

### Administração
- Prefeito: Alexandre Augusto Ferreira (MDB) (2021)
- Vice-prefeito: Professor Everton de Paula (PRTB)

### Bairros

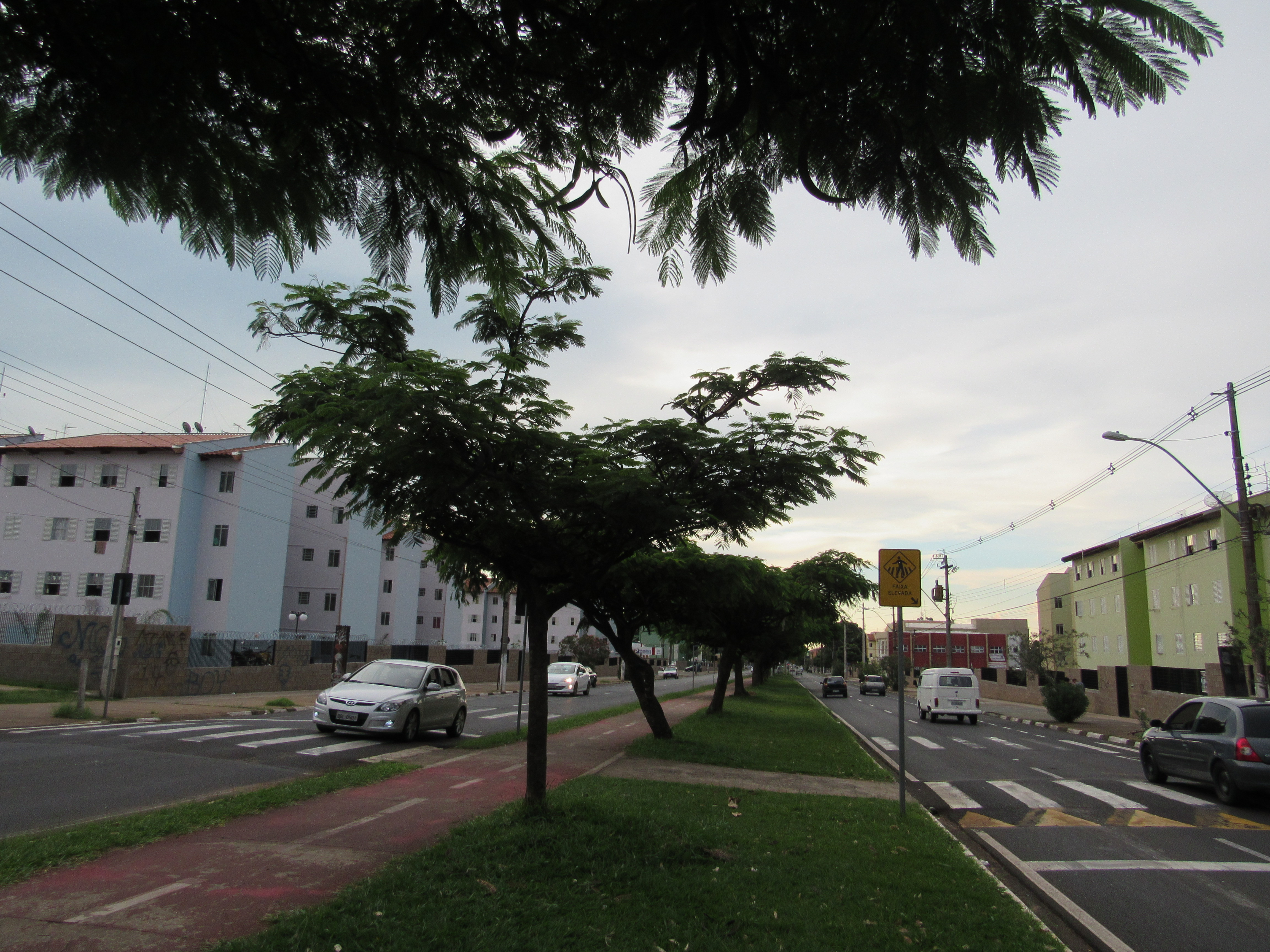
Avenida Dr. Abrahão Brickmann: via que corta o Parque Vicente Leporace, um dos bairros mais populosos de Franca.

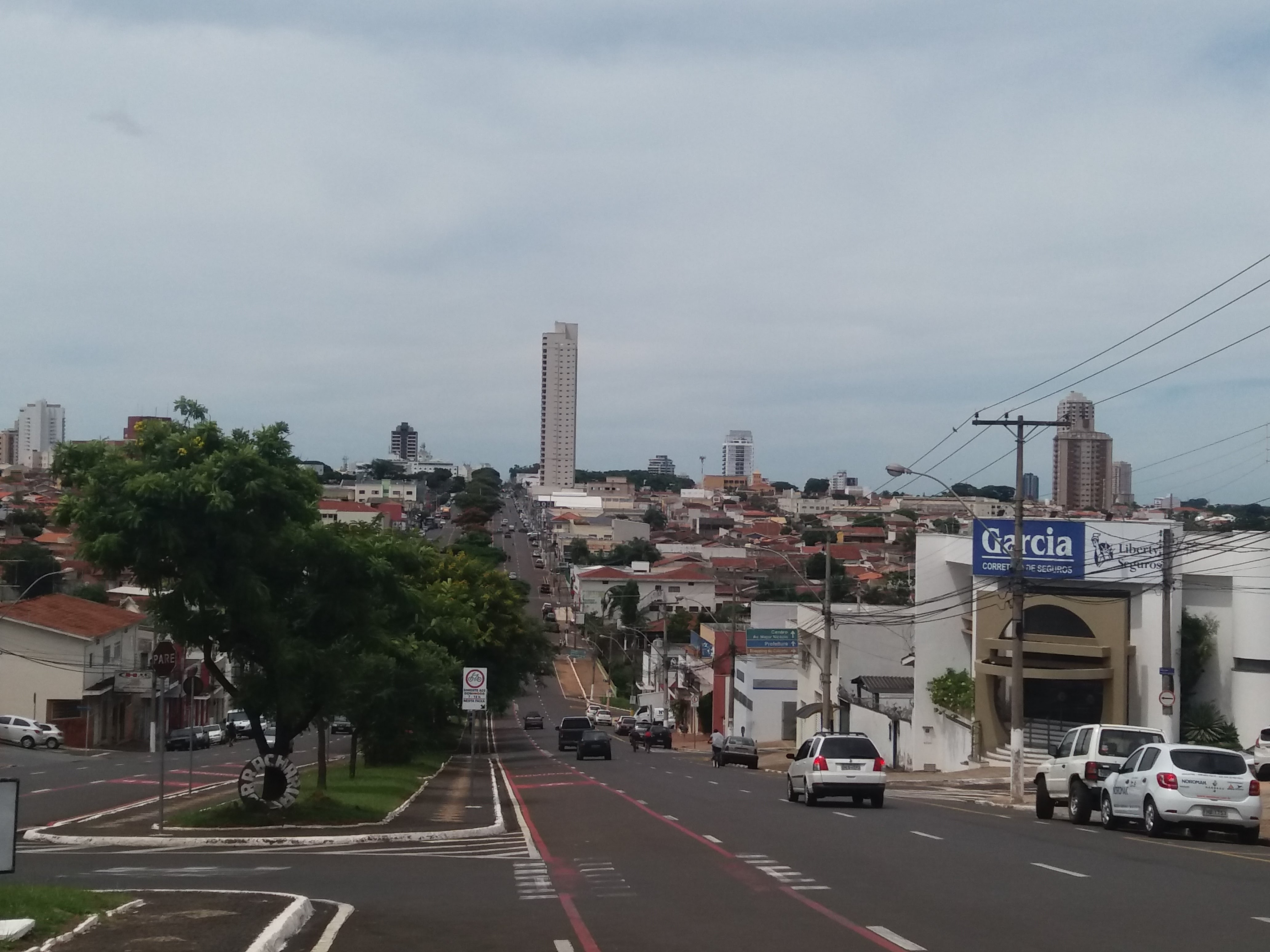
Avenida Presidente Vargas, uma das principais vias que ligam a zona leste ao centro da cidade.

O Parque Vicente Leporace, localizado na zona norte de Franca, é o mais populoso da cidade, e composto por casas populares inauguradas a partir de 1982. O bairro conta com escolas, creches, unidades de saúde, um conjunto poliesportivo, e bibliotecas. Sua via principal é a Avenida Doutor Abraão Brickmann. Abrange os bairros: Leporace 1, 2, 3, Jardim Pinheiros 1 e 2, Jardim Tropical 1 e 2, Jardim Portinari e Jardim Luiza 1. O bairro possui atualmente o maior corredor de compras da cidade, com aproximadamente 200 lojas de diversos setores, embora a maioria delas esteja em situação irregular, pois foram construídas em áreas destinadas a garagens. A partir de 2017, essas construções começaram a ser removidas e a área revitalizada. Algumas lojas foram realocadas para um novo complexo comercial nas proximidades, enquanto outros comerciantes encerraram as atividades devido ao aumento dos custos de aluguel.

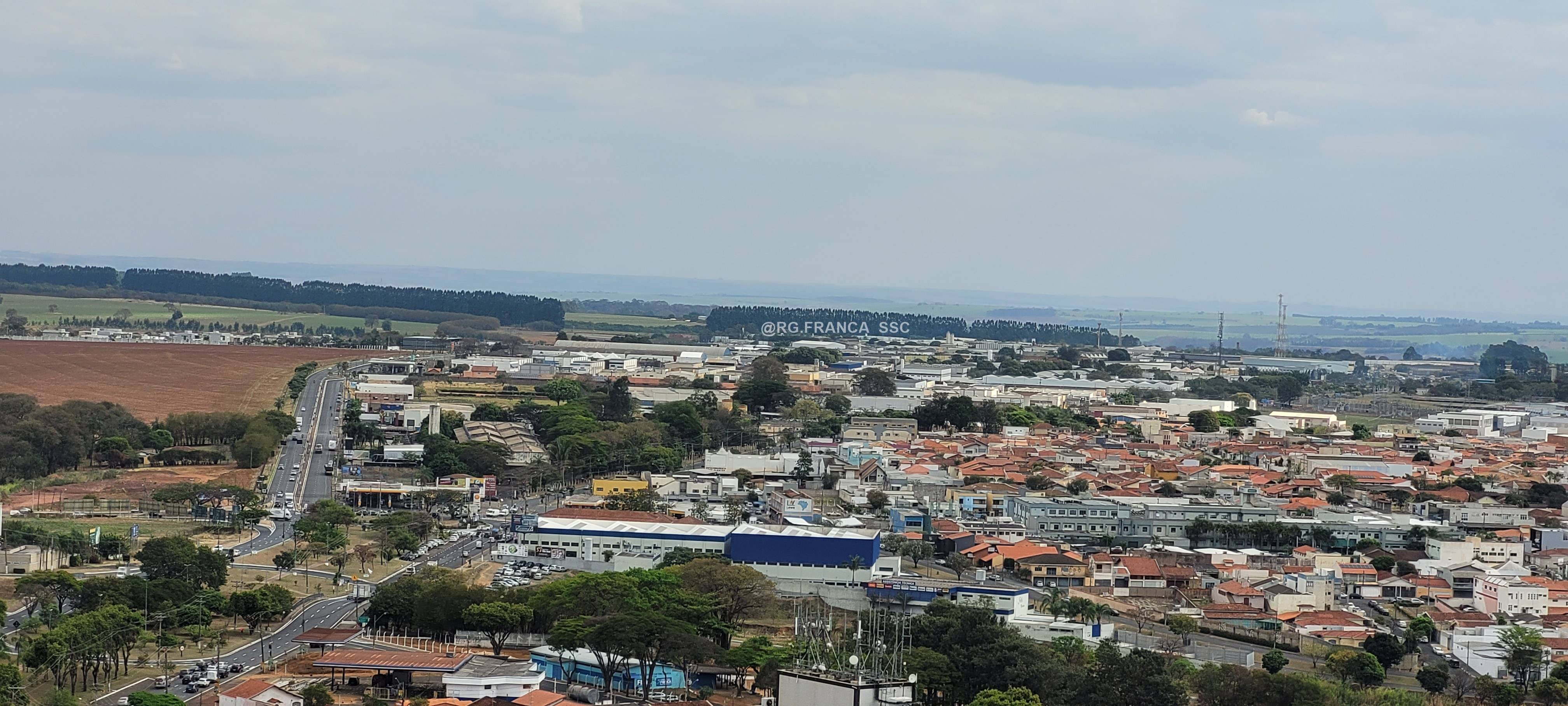
O Distrito Industrial, bairro da zona oeste que abriga grande parte das indústrias de Franca.

Complexo Aeroporto: O segundo maior complexo populacional de Franca, atrás apenas do Complexo Leporace, está localizado na zona sul da cidade e abrange os bairros Aeroporto 1, 2, 3 e 4, Santa Bárbara, Jardim Aviação e Jardim Primavera. A cidade conta com centenas de outros bairros e é a 5ª maior do estado de São Paulo em vendas de lotes, ficando atrás apenas de Sorocaba, São José do Rio Preto, São José dos Campos e Araraquara, superando até cidades muito maiores. Em 2012, mais de 10 mil lotes foram vendidos e mais de 3 mil casas construídas, com filas de famílias acampando em lançamentos de loteamentos para aquisição de terrenos.

## Economia

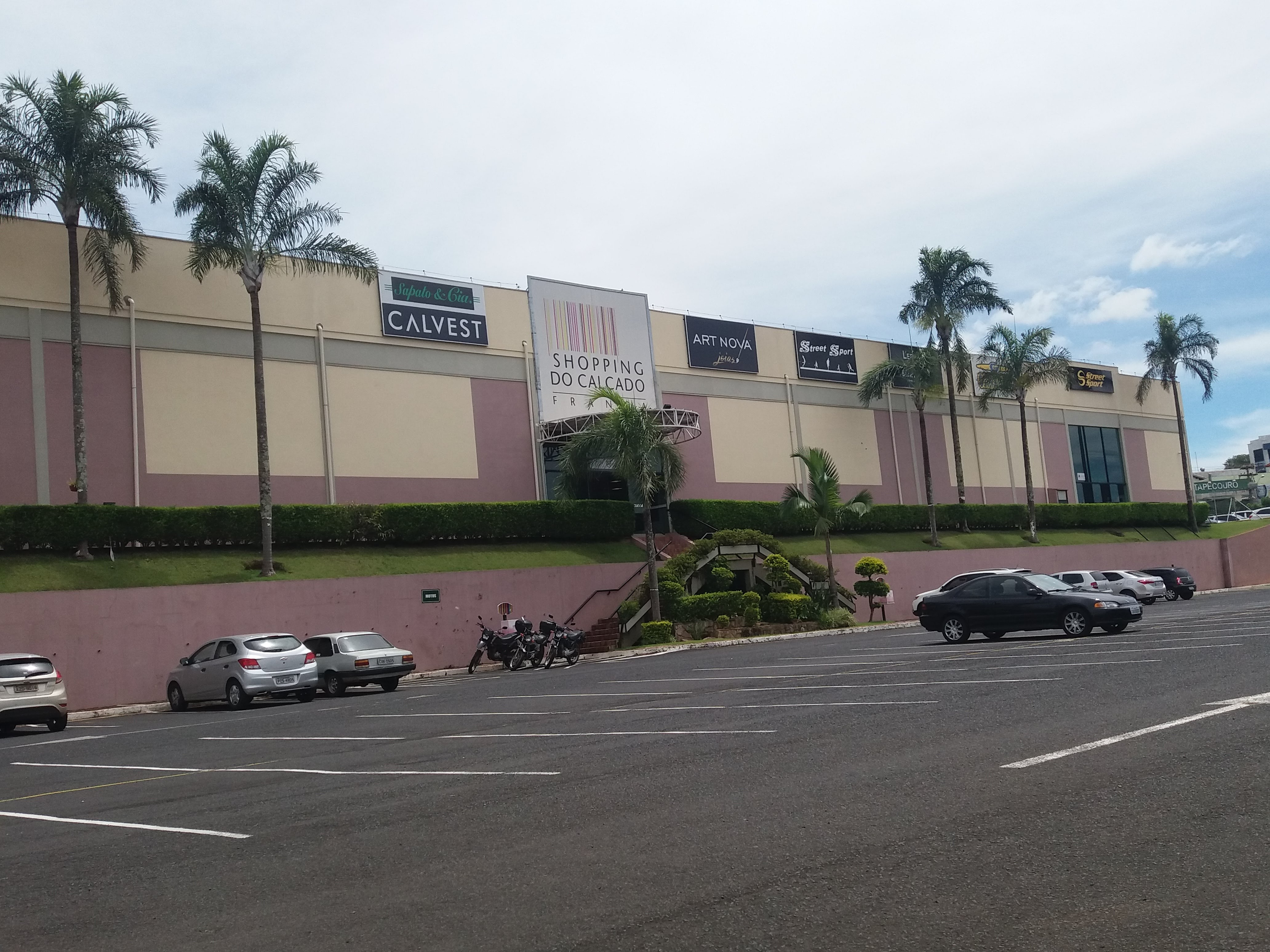
Shopping do Calçado de Franca

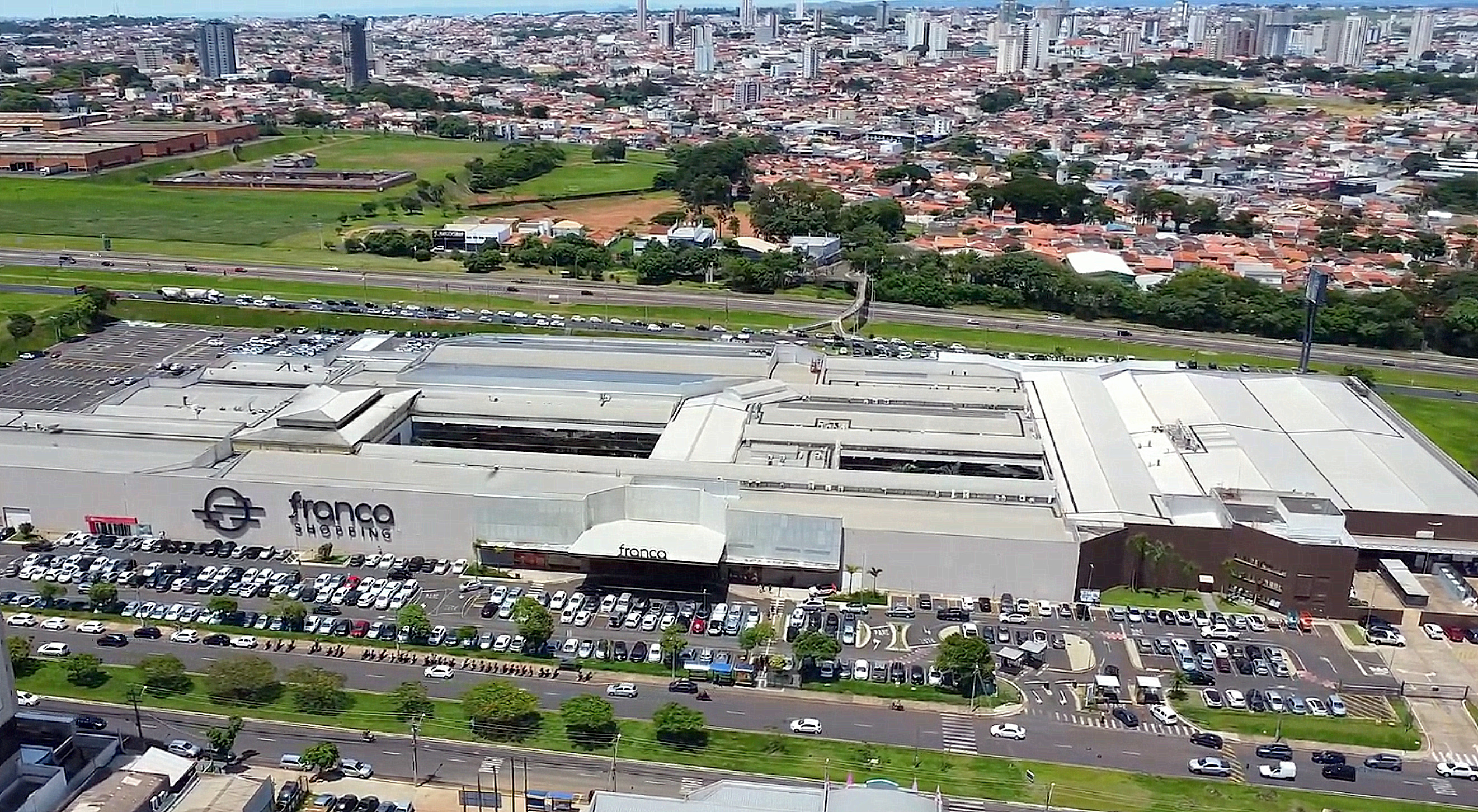
Franca Shopping

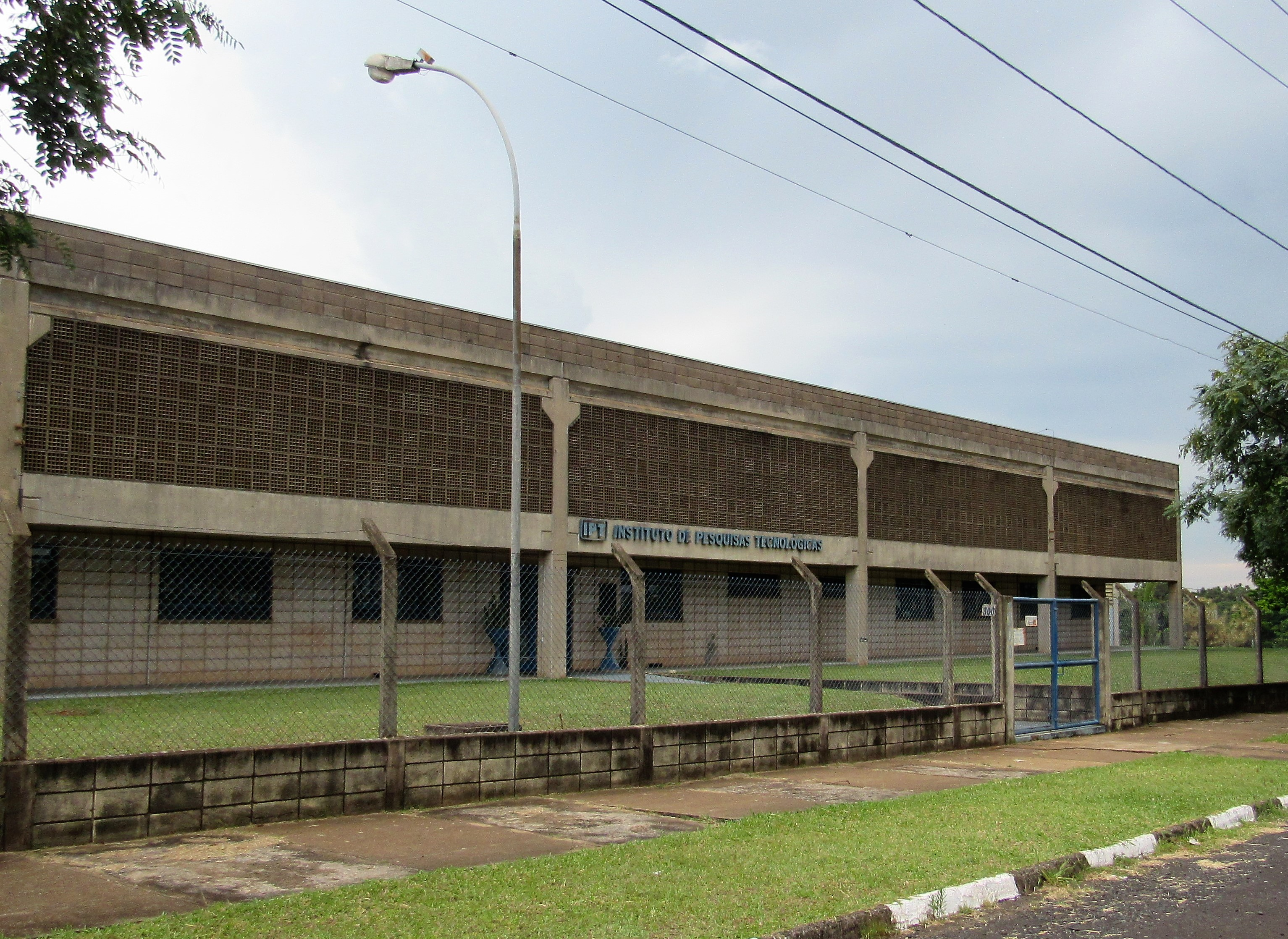
Fachada do Instituto de Pesquisas Tecnológicas (IPT).

O município é destaque na agricultura, sendo o centro de uma das principais regiões produtoras de café do mundo, a "Alta Mogiana". O café produzido na região tem grande aceitação nos mercados nacional e internacional, devido às condições favoráveis de clima, solo e altitude, que fazem da Alta Mogiana uma das principais produtoras de café brasileiro de alta qualidade. Grande parte da produção local é comercializada pela  Cooperativa de Cafeicultores e Agropecuaristas (COCAPEC), que reúne agricultores da região e atua em diversas etapas produtivas e de distribuição.
O município também é reconhecido por sua vocação industrial, destacando-se como um dos maiores produtores de calçados da América Latina e o principal no Brasil. Abriga mais de mil indústrias de grande e médio porte, incluindo marcas como Calçados Netto, Calvest, Ferracini, Estival, Samello, Vitelli, Carmen Steffens, Tenny Wee, Amazonas, Mariner, Laroche, PG4, Sândalo, HB, Bull Terrier, Democrata e Opananken. Além disso, conta com empresas fornecedoras de componentes para a indústria calçadista, como Damil Têxtil, Focal e Impec.
Franca possui um diversificado parque industrial, abrigando indústrias de confecções, fundição, joias, diamantes, metalurgia, alimentos, bebidas, cosméticos e móveis. O município também é um dos principais polos de lapidação de diamantes do mundo e abriga o único escritório especializado em diamantes no Brasil e na América do Sul. Entretanto, nos anos de 2012 e 2013, uma operação da Polícia Federal desmantelou o comércio de diamantes na região, impactando o setor.
No setor de tecnologia, a cidade conta com uma incubadora tecnológica que desenvolve projetos e aplicativos, além de empresas de Data Center, E-Commerce e Investimentos, e o Instituto de Pesquisas Tecnológicas (IPT).
O município é atendido por importantes redes de varejo, como Atacadão, Savegnago, Havan e Sam’s Club. Além disso, abriga dois centros comerciais: o Franca Shopping, com 96 lojas em 2020, e o Shopping do Calçado de Franca, classificado como o segundo maior shopping de calçados da América Latina, com cerca de 76 lojas e mais de 300 marcas que atendem ao varejo e ao atacado. O Franca Shopping foi inaugurado em 1993 e o Shopping do Calçado, em 1997.
A cidade também abriga o Laboratório de Inovação e Tecnologia "LuizaLabs", vinculado à sede do Magazine Luiza, uma das maiores redes varejistas do Brasil, além da Carmen Steffens, uma das principais fabricantes de calçados e bolsas, com mais de 550 lojas em 18 países.
Em 2014, o município foi escolhido pelo Grupo Segurador Banco do Brasil - Mapfre para a instalação de uma central de relacionamento, posteriormente reestruturada como Brasilseg - Central de Relacionamento e Negócios da BB Seguros e vinculada ao Banco do Brasil. Após sua inauguração, a unidade passou a empregar diretamente cerca de 1.200 funcionários na cidade.

## Infraestrutura

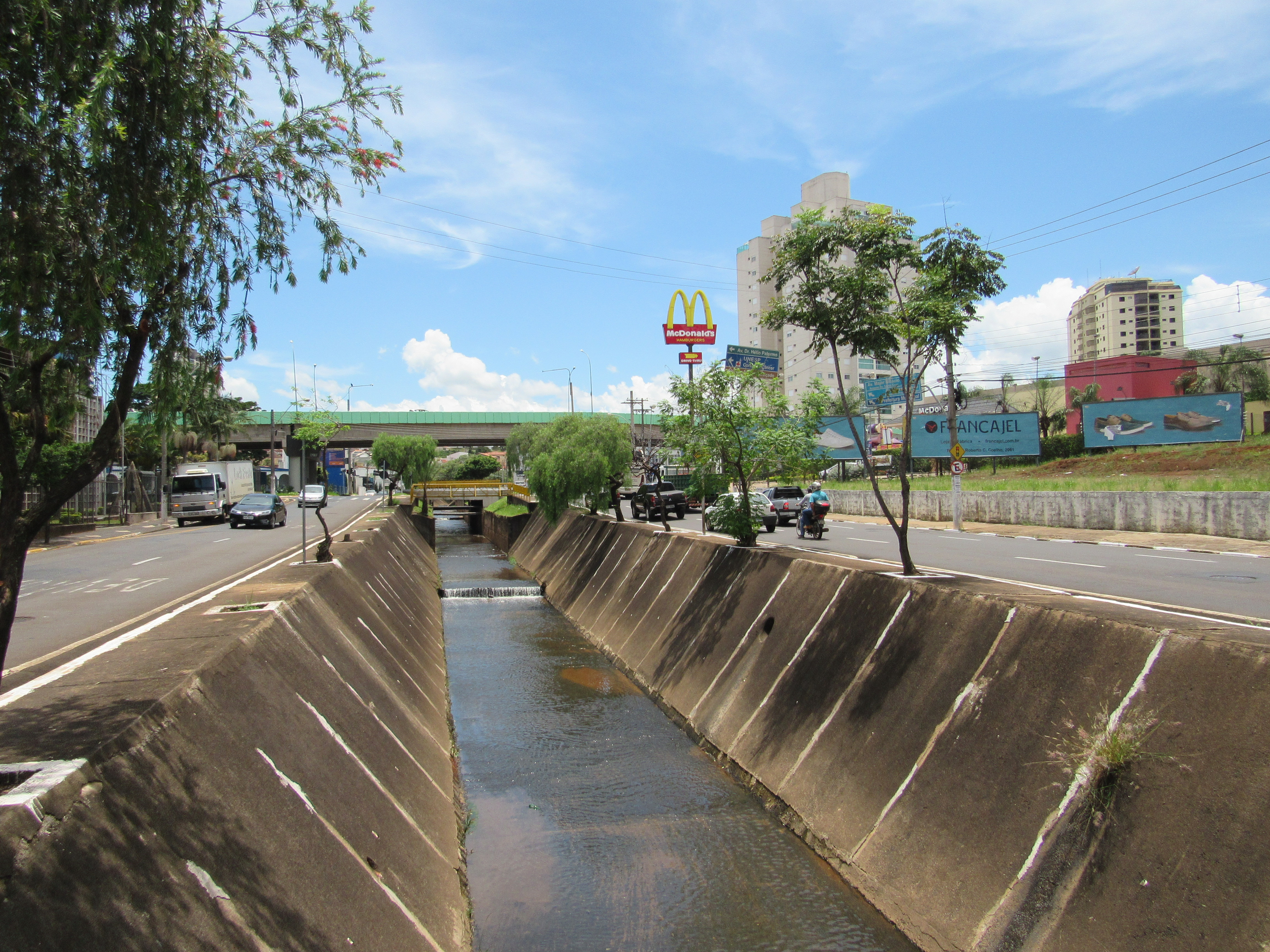
Franca trata praticamente 100% da água e do esgoto.

O município possui índices elevados de tratamento de água e esgoto. No relatório de 2016 do Instituto Trata Brasil, Franca alcançou a primeira posição entre as 100 cidades brasileiras com os melhores índices de saneamento básico, destacando-se pelo maior índice de acesso ao tratamento de esgoto, com cerca de 97% dos munícipes atendidos. A cidade manteve a mesma colocação por seis anos consecutivos. Segundo a SABESP, o índice não chega a 100% devido à presença de voçorocas em certos bairros, o que dificulta grandes obras subterrâneas. Em 2022, 99,94% da população tinha acesso a água potável, e 99,13% contava com sistema de esgoto adequado.
Em 2024, segundo a Fundação Seade, a Região Administrativa de Franca ocupou a 4.ª posição no estado de São Paulo em investimentos em lazer e turismo.

### Educação
O município abriga diversas instituições de ensino técnico e superior, destacando-se como um polo educacional. A Universidade Estadual Paulista (Unesp) oferece cursos de graduação em Direito, História, Relações Internacionais e Serviço Social, bem como programas de mestrado em direito, e doutorado em história, e em serviço social. 

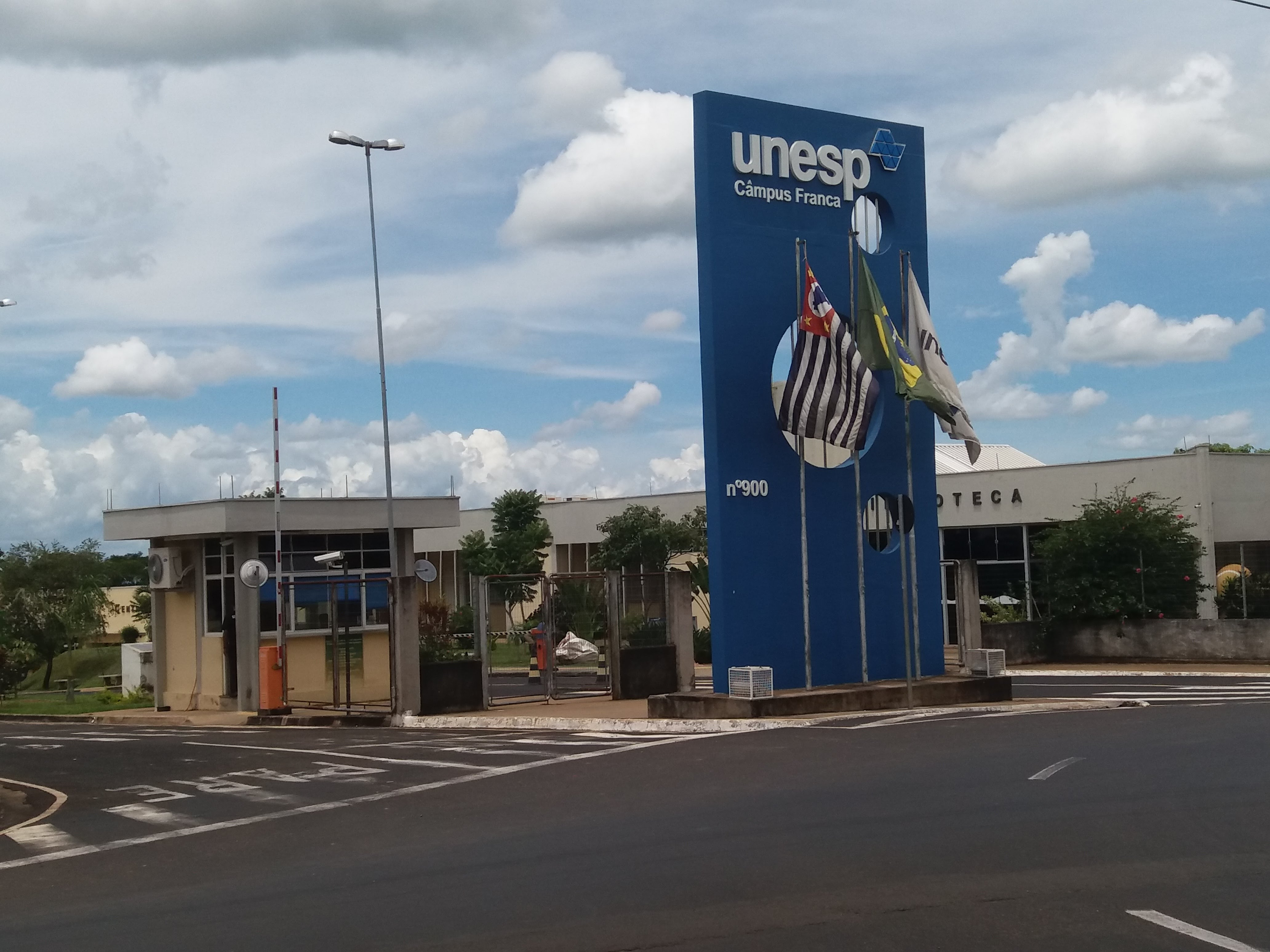
Entrada principal do campus da Unesp em Franca.

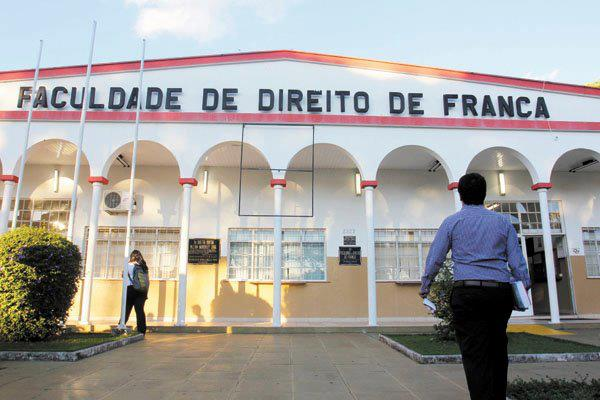
Faculdade de Direito de Franca, uma das mais tradicionais do país.

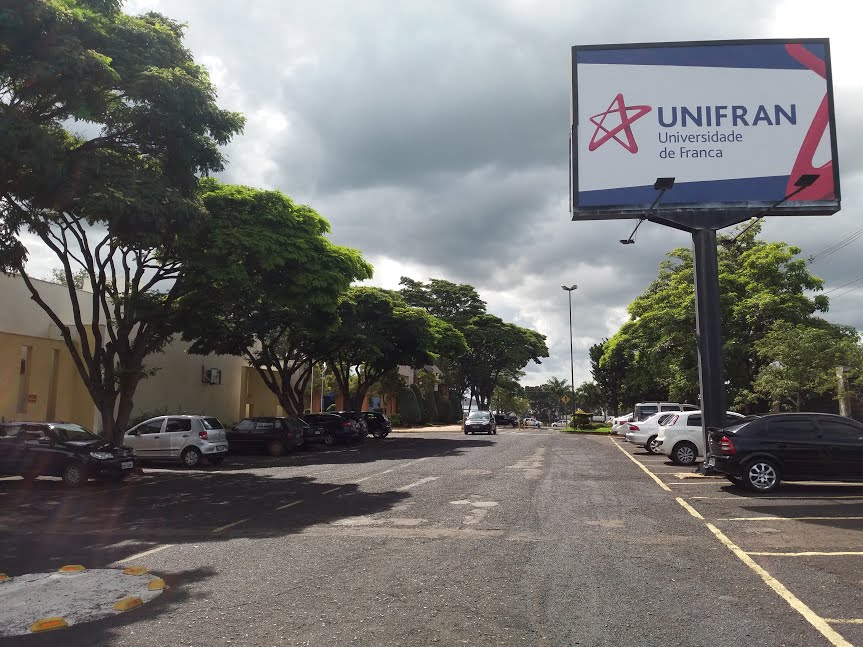
Universidade de Franca (Unifran).

Criada em 1962 como Faculdade de Filosofia, Ciências e Letras de Franca, a instituição foi incorporada à Unesp em 1976, formando o Câmpus de Franca. Inicialmente instalada no Colégio Nossa Senhora de Lourdes, transferiu-se em 2009 para o Jardim Petráglia. Atualmente, possui cerca de 1.900 alunos e 90 professores.
Outra instituição pública de destaque é a Faculdade de Direito de Franca, criada em 1957 e oficialmente instalada em 1958. Reconhecida pelo Decreto Federal nº 50.126 de 1961, a faculdade é uma das mais tradicionais no ensino jurídico do país e possui o Selo "OAB Recomenda". Atualmente, atende cerca de 1.400 alunos.
Entre as universidades particulares, a Universidade de Franca (Unifran) se destaca por oferecer mais de 100 opções de cursos de graduação, pós-graduação e educação a distância (EAD). Outras instituições incluem a Uni-FACEF, com dez cursos de graduação, sendo oito de bacharelado; a FAPESF (Faculdade Pestalozzi de Franca), com cursos nas áreas de Administração, Pedagogia, Recursos Humanos e Gestão Financeira; e a FATEC, localizada na Vila Imperador, que oferece cursos como Análise e Desenvolvimento de Sistemas, Gestão da Produção Industrial e Gestão Empresarial.
Instituições de ensino vinculadas à Laureate International Universities, como a Universidade Anhembi Morumbi e a FMU, oferecem cursos de graduação, pós-graduação e MBA na modalidade a distância (EAD).

### Transportes

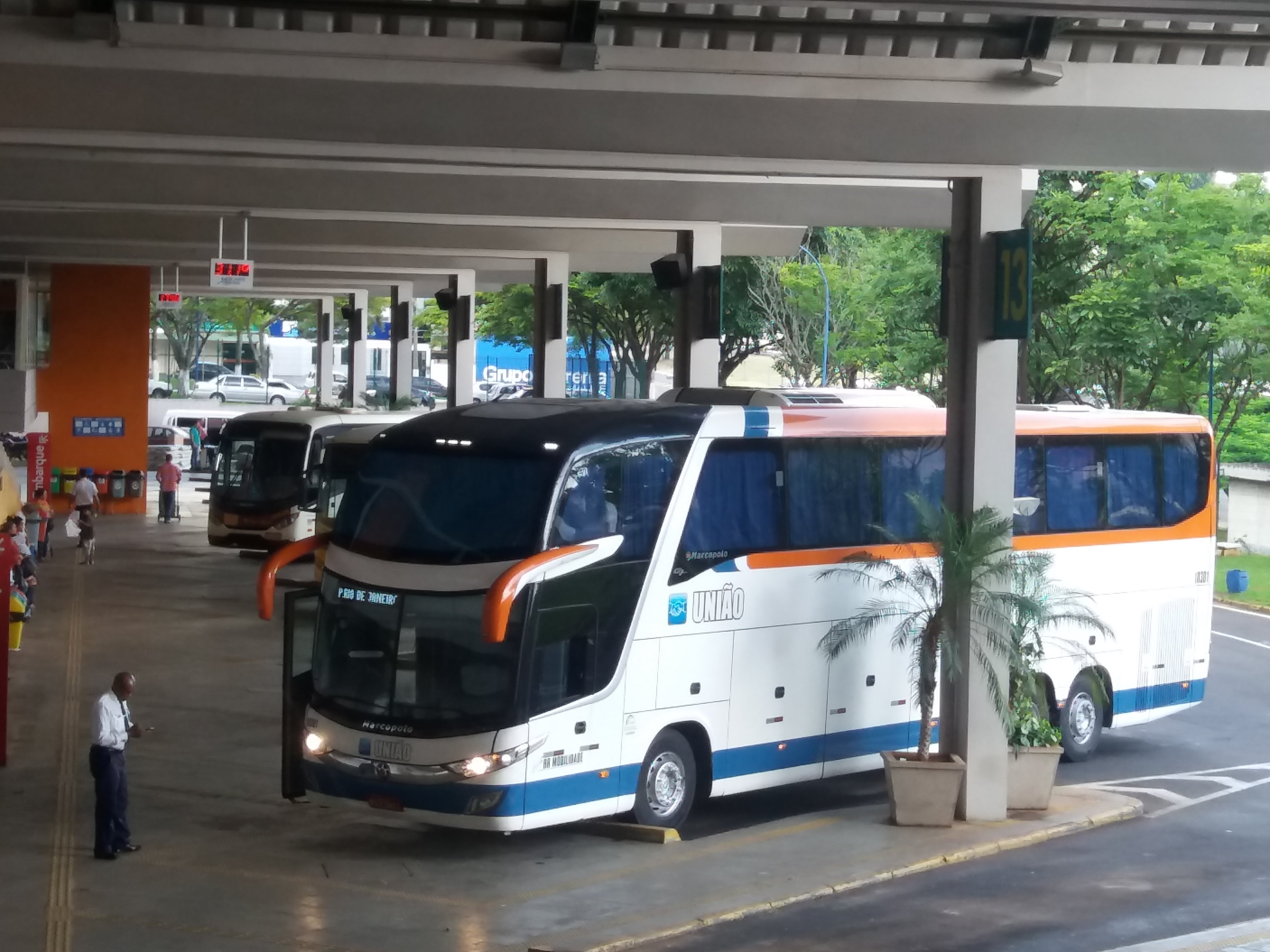
Plataforma da Rodoviária de Franca

O terminal rodoviário de Franca, localizado no Jardim América, conecta o município a diversas capitais, como Belo Horizonte, Brasília, Goiânia, Rio de Janeiro e São Paulo, além de cidades como Araçatuba, Araxá, Assis, Bom Jesus da Lapa, Campinas, Divinópolis, Espinosa, Guanambi, Itumbiara, João Pinheiro, Londrina, Marília, Maringá, Montes Claros, Passos, Presidente Prudente, Ribeirão Preto, São Carlos, São José do Rio Preto, Sertanópolis, Uberaba, Uberlândia e Urandi.
O sistema de transporte público da cidade conta com o programa "Passe Fácil", que utiliza bilhetagem eletrônica. Esse sistema permite que os passageiros realizem integrações entre linhas de ônibus não apenas nos terminais de integração, como o Terminal Ayrton Senna, no Centro, e o Terminal Sabino Loureiro, na Estação, mas também em qualquer ponto da cidade. Atualmente, o serviço é operado pela Empresa São José.
O Aeroporto Estadual Tenente Lund Presotto operou voos regulares com a Passaredo até dezembro de 2008, quando a empresa encerrou suas atividades no município devido à baixa demanda. Em 2012, o DAESP anunciou um investimento de R$ 6,2 milhões para a retomada de voos comerciais, atraindo o interesse de novas companhias aéreas.
No passado, o município foi atravessado pela Linha do Rio Grande, da antiga Companhia Mogiana de Estradas de Ferro, que transportava cargas e passageiros, ligando Franca a Ribeirão Preto e, anteriormente, a Sacramento, em Minas Gerais. Em fevereiro de 1977, sob a administração da Fepasa, os últimos trens de passageiros circularam pela cidade, e em 1980, os serviços de carga foram encerrados. A linha férrea e a estação ferroviária foram desativadas em 1983, com a remoção dos trilhos em 1988. Atualmente, a antiga estação abriga uma unidade do Cartório Eleitoral e funciona como um terminal rodoviário secundário.

### Saúde

#### Hospitais e prontos-socorros
- Hospital Geral Santa Casa de Misericórdia de Franca
- Hospital Psiquiátrico Allan Kardec[105]
- Pronto-Socorro Municipal Central
- Pronto-Socorro Municipal Jardim Aeroporto[106][107]
- Pronto-Socorro Infantil "Dr. Janjão"
- Pronto-Socorro Municipal Dr. Álvaro Azzuz
- Hospital São Joaquim (UNIMED)
- Hospital Regional de Franca
- Hospital do Câncer de Franca
- Hospital do Coração de Franca
- Centro Hospitalar Santa Gianna (em construção)

## Cultura

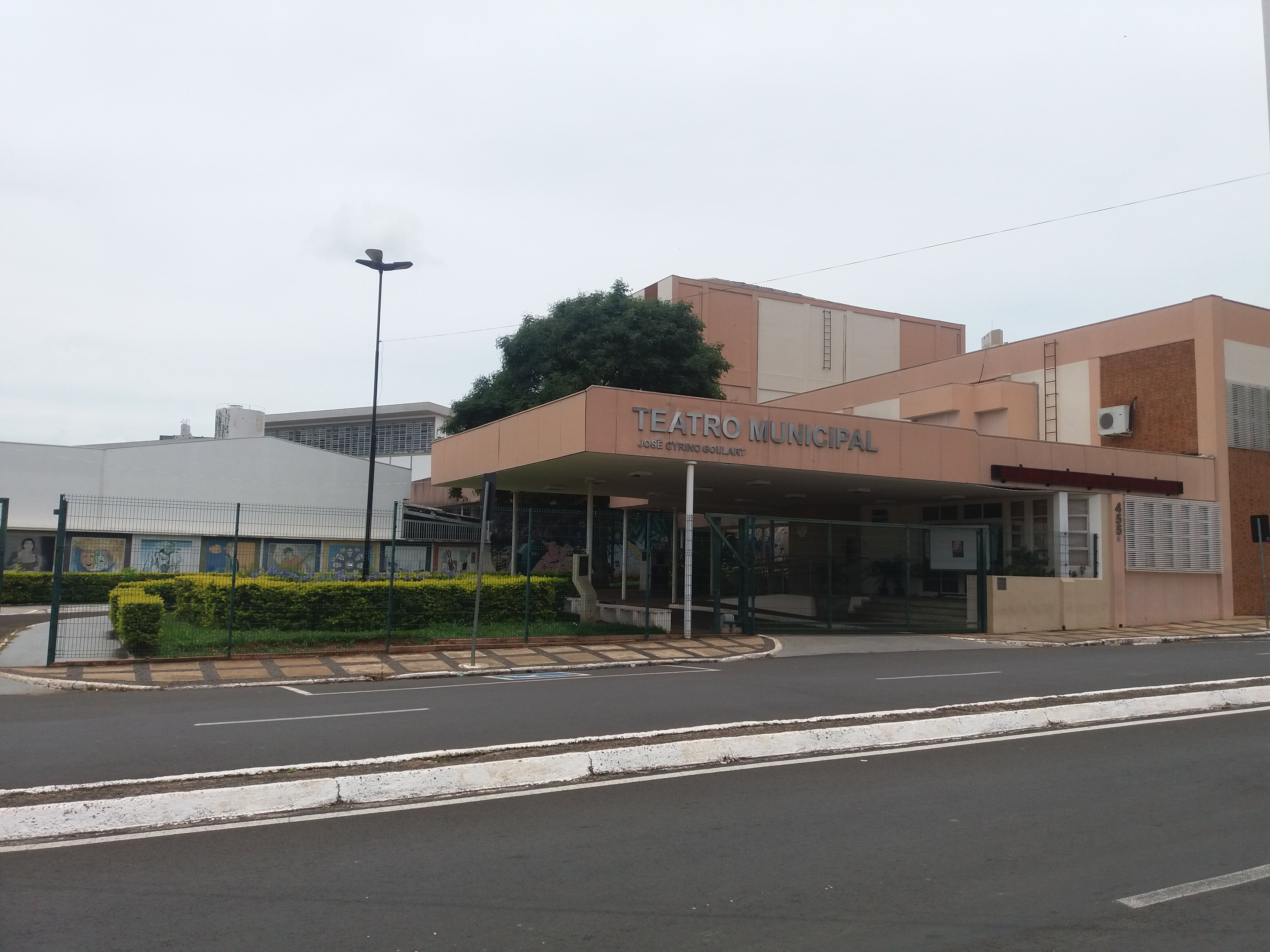
Teatro Municipal José Cyrino Goulart

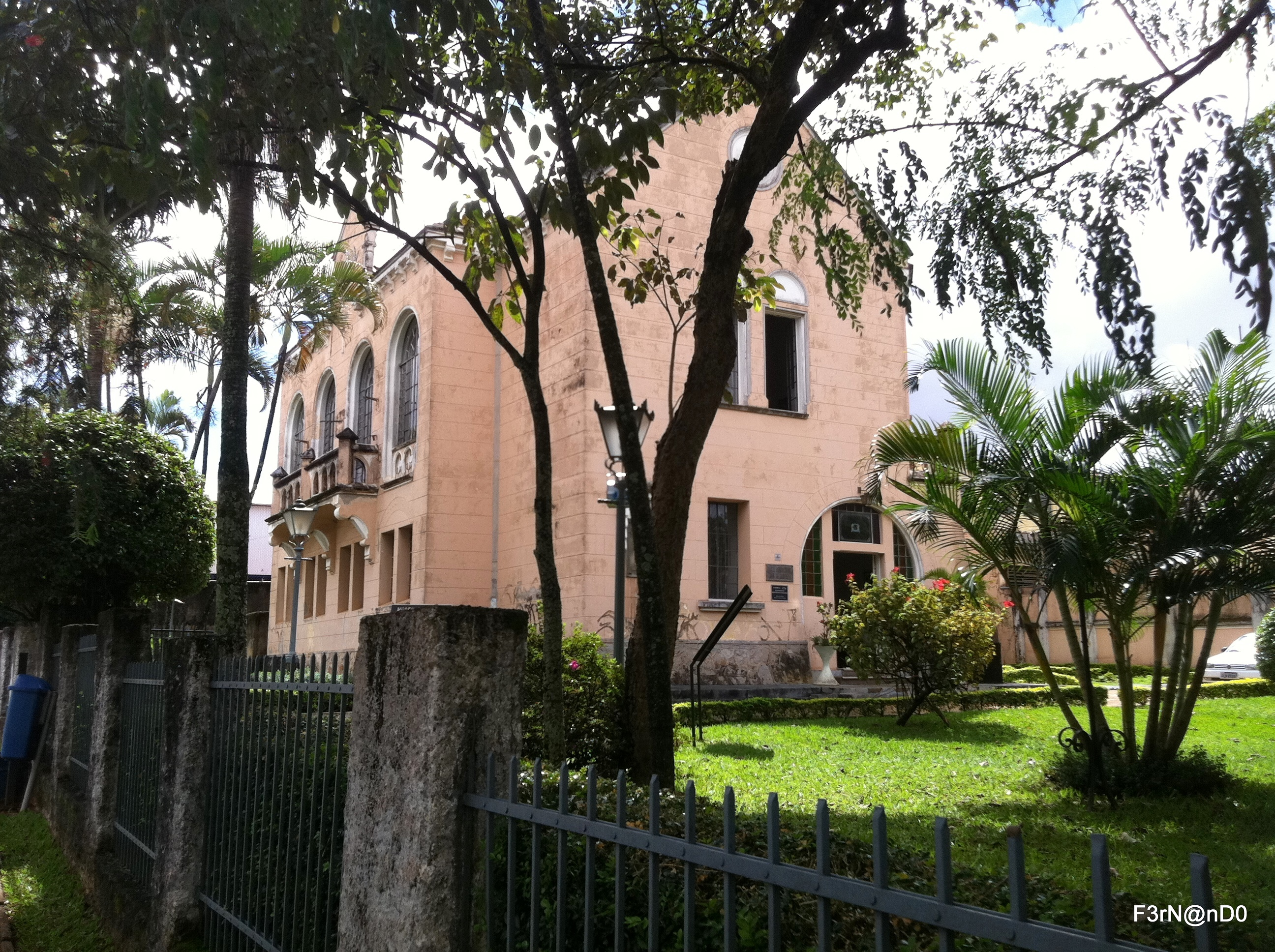
Museu Histórico José Chiachiri

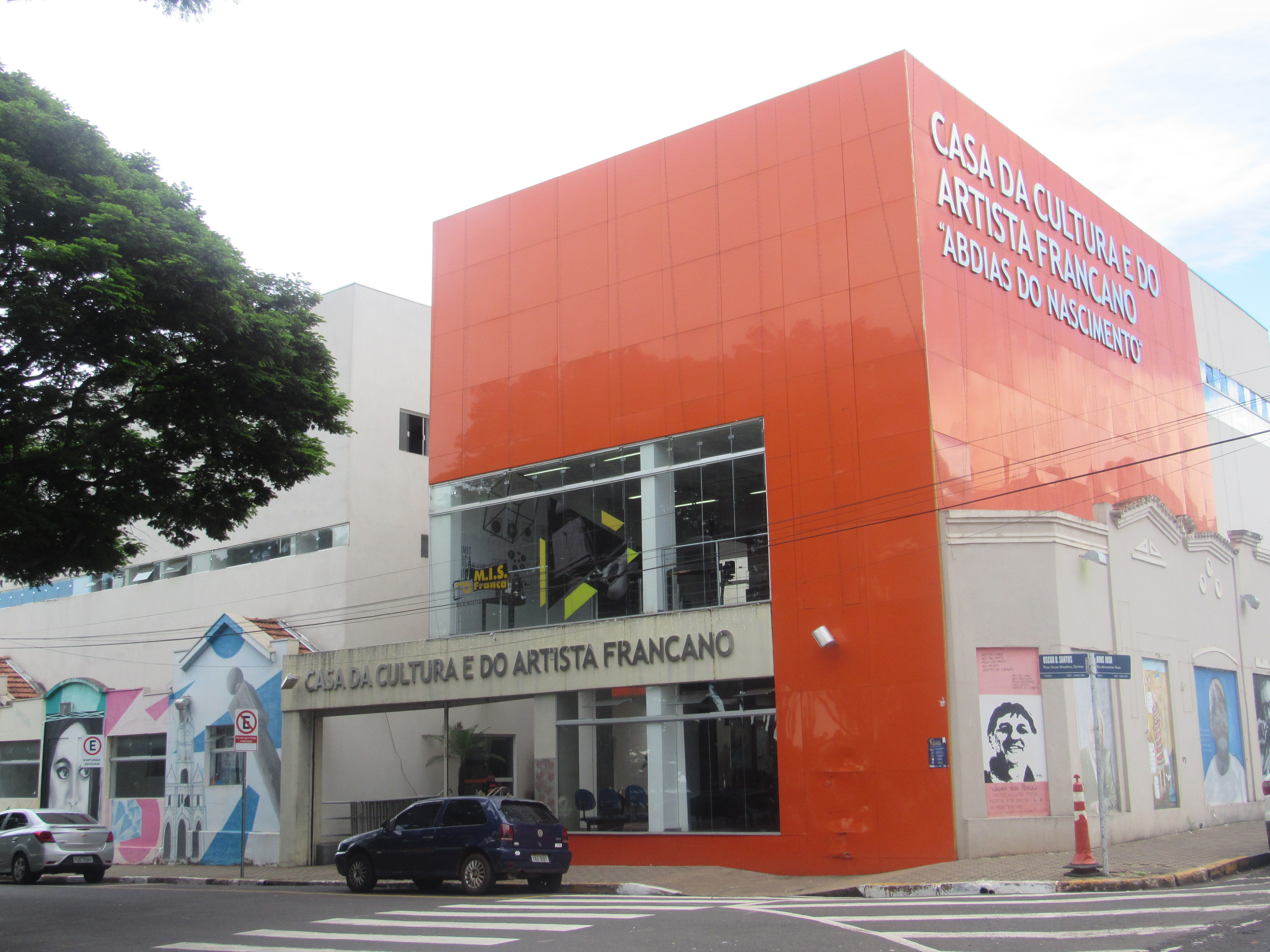
Casa do Artista Francano, sede do Museu da Imagem e do Som, da Pinacoteca e do Espaço Regina Duarte.

### Teatro
O Teatro Municipal de Franca "José Cyrino Goulart" possui 425 lugares e foi revitalizado recentemente. Sua programação inclui peças teatrais, apresentações musicais e concertos de orquestras, mantendo uma agenda diversificada. Anexo ao Teatro Municipal, localiza-se o Teatro de Bolso "Orlando Dompieri", com capacidade para 106 espectadores.

### Museus
O Museu da Imagem e do Som Bonaventura Cariolato foi criado em 1992 por meio da Lei 4117, de 9 de junho, com base no projeto de lei 61/92, de autoria do radialista e então vereador Valdes Rodrigues. A instituição dedica-se à preservação e ao registro de imagens e sons. Está instalado nas dependências do Espaço Cultural FEAC e conta com uma sala ampla de exposições, onde estão fotografias, televisores para exibição de materiais audiovisuais, laboratório de imagem e som, além de peças raras, como rádios, computadores, fitas, projetores, câmeras fotográficas, editores manuais de filmes, filmadoras e aparelhos telefônicos, entre outros.
O Museu Histórico Municipal de Franca – José Chiachiri, localizado na Rua Campos Sales, ocupa um prédio construído em 1896 para abrigar o Fórum e a Cadeia Pública. Desde 1970, é sede do museu, que reúne cerca de quatro mil objetos ligados a personalidades da cidade e região. O acervo inclui peças de porcelana, desenhos folclóricos e uma coleção filatélica, além de fontes manuscritas e impressas da Câmara e Prefeitura Municipal de Franca. A instituição também possui uma biblioteca de apoio à pesquisa regional e um arquivo climatizado, com parte da documentação digitalizada.
A Pinacoteca Municipal Miguel Ângelo Pucci, um museu de arte fundado em 15 de dezembro de 1970, é uma instituição pública municipal subordinada à Fundação de Esporte, Arte e Cultura (FEAC). Seu acervo é composto por cerca de 230 obras, sendo 80% de artistas da cidade e região. A pinacoteca organiza, anualmente, desde 1985, o Salão de Artes Plásticas de Franca, além de exposições temporárias e outros eventos culturais. Está sediada na antiga Casa de Cultura Bonaventura Cariolato, na Rua Campos Sales, no centro de Franca.

### Gastronomia
O Filé a JK é considerado um prato típico de Franca, batizado em homenagem ao presidente Juscelino Kubitschek (1902-1976). A receita consiste em filé mignon recheado com queijo muçarela e presunto, empanado e frito à milanesa, acompanhado de batata frita, banana à milanesa e arroz misturado com gemas pasteurizadas, ervilhas, cebolinha e manteiga. Em 2013, o prato foi tombado como patrimônio histórico e cultural do município.

### Arquitetura

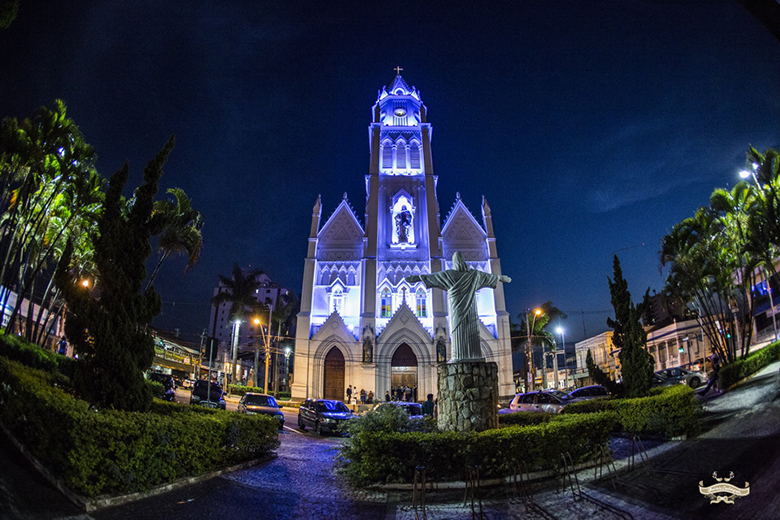
A Catedral de Nossa Senhora da Conceição, vista durante a noite.

O Relógio do Sol é um dos marcos históricos mais notáveis da cidade. Com quatro mostradores (norte, sul, leste e oeste), foi construído entre 1886 e 1887 em mármore de Carrara pelo frei Germano de Annecy. É o único exemplar do tipo no Brasil, com um modelo semelhante localizado em Annecy, França, cidade natal do frei. O monumento, restaurado em 1979 e tombado pelo CONDEPHAAT, está localizado na Praça Nossa Senhora da Conceição, no centro da cidade.
Na mesma praça encontra-se a escultura "As Quatro Estações", rodeada por um lago artificial com uma fonte luminosa. A obra representa as quatro estações do ano, simbolizadas por figuras femininas segurando objetos alusivos a cada estação. Outro ponto de destaque é a fonte "Água da Careta", localizada na Rua Voluntários da Franca. Em atividade desde a época dos bandeirantes, o local passou por diversas restaurações. Uma lenda afirma que "quem bebe desta água, jamais abandona a cidade". Por conta desta fonte, a Praça Nossa Senhora da Conceição também é chamada de "Praça da Fonte Luminosa". 
A Catedral de Nossa Senhora da Conceição, construída entre 1898 e 1913, e restaurada em 1980, é a igreja matriz da cidade, e localizada na praça homônima. Outro destaque é a Capela de Nossa Senhora de Lourdes, integrante do antigo Colégio de Lourdes, construída por volta de 1888 em estilo neoclássico. O espaço, que posteriormente passou a pertencer à Faculdade Tecnológica de Franca (FATEC), e estando fechado por cerca de vinte anos, foi reinaugurado em 2015, após passar por um processo de restauração. A Paróquia Nossa Senhora Aparecida, popularmente conhecida como "Capelinha", foi projetada pelo pintor e arquiteto italiano Bonaventura Cariolato e construída por volta de 1924 em estilo eclético com influências neogóticas. O templo substituiu uma ermida construída por Manoel Valim, um escravo libertado, cuja propriedade foi adquirida pelos Freis Agostinianos Recoletos após sua morte, em 1920.

### Eventos

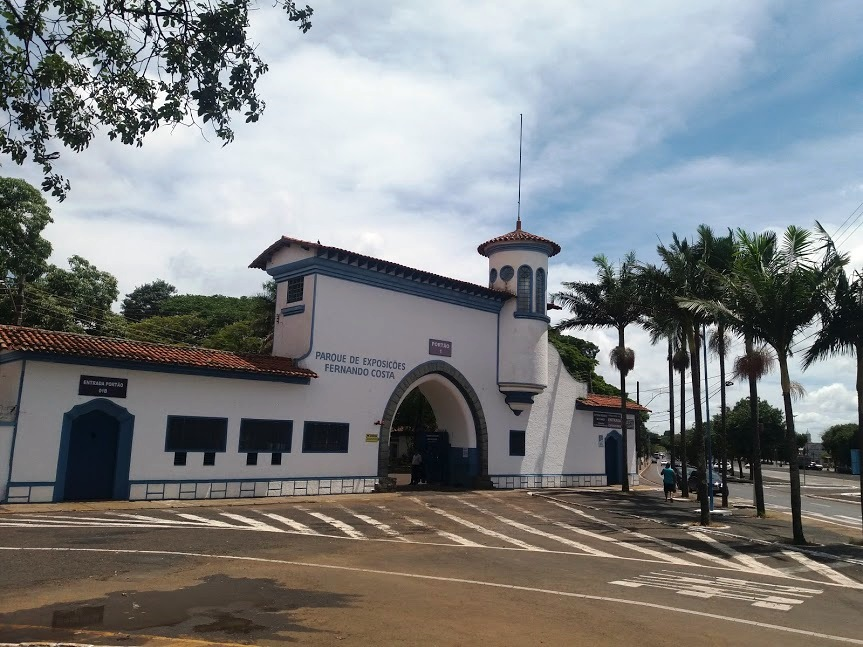
Parque de Exposições Fernando Costa

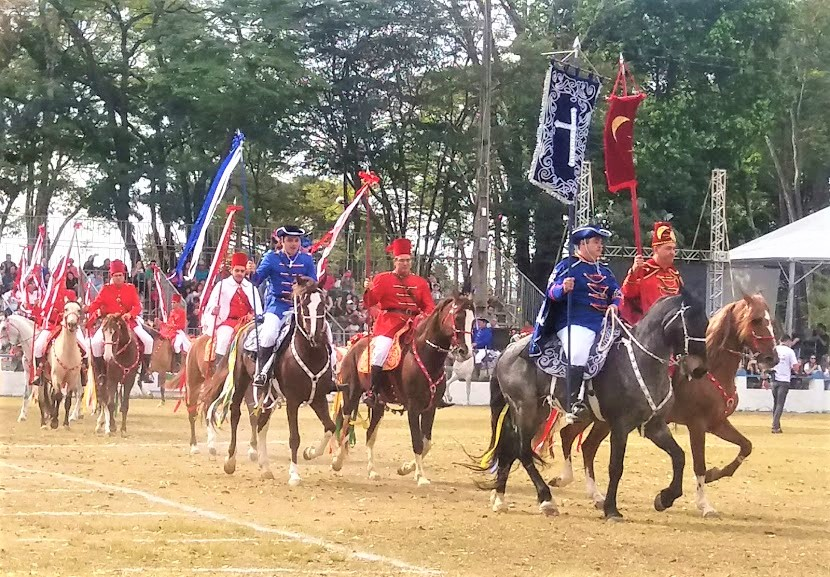
Cavalhadas de Franca.

O Parque de Exposições Fernando Costa ocupa uma área de 10 hectares e é sede de diversas feiras, festas e exposições. Criado em 1943, o parque foi palco da 1ª Exposição Agropecuária, evento que marcou sua inauguração. Nele acontece anualmente o Hallel, o maior evento de música católica da América Latina. O nome do parque é uma homenagem ao então governador do Estado de São Paulo. O local abriga um lago artificial e, devido à sua vegetação, é frequentemente utilizado para atividades físicas, lazer e descanso. Aos domingos pela manhã, ocorre o evento "Viva o Parque", com atividades recreativas, culturais e prestação de serviços à comunidade. O evento anual mais tradicional é a Expoagro, realizada em maio, que inclui uma importante feira agropecuária e apresentações artísticas.
Outro espaço importante na cidade é o Pavilhão de Exposição Américo Pizzo, que recebe diversas feiras e eventos. A feira de artigos para calçado Francal foi realizada neste pavilhão até sua transferência para o Parque Anhembi em São Paulo.
Entre os eventos mais tradicionais da cidade estão as "Cavalhadas de Franca". Iniciadas em 1831, as Cavalhadas são o segundo evento desse tipo mais antigo do Brasil. Elas reconstituem torneios medievais e as batalhas entre cristãos e mouros. O evento é realizado em dois dias: o primeiro é marcado pela Cerimônia dos Encamisados e, no segundo, ocorrem as provas hípicas e outras disputas. A encenação acontece na primeira semana de agosto.

### Esportes

#### Basquete

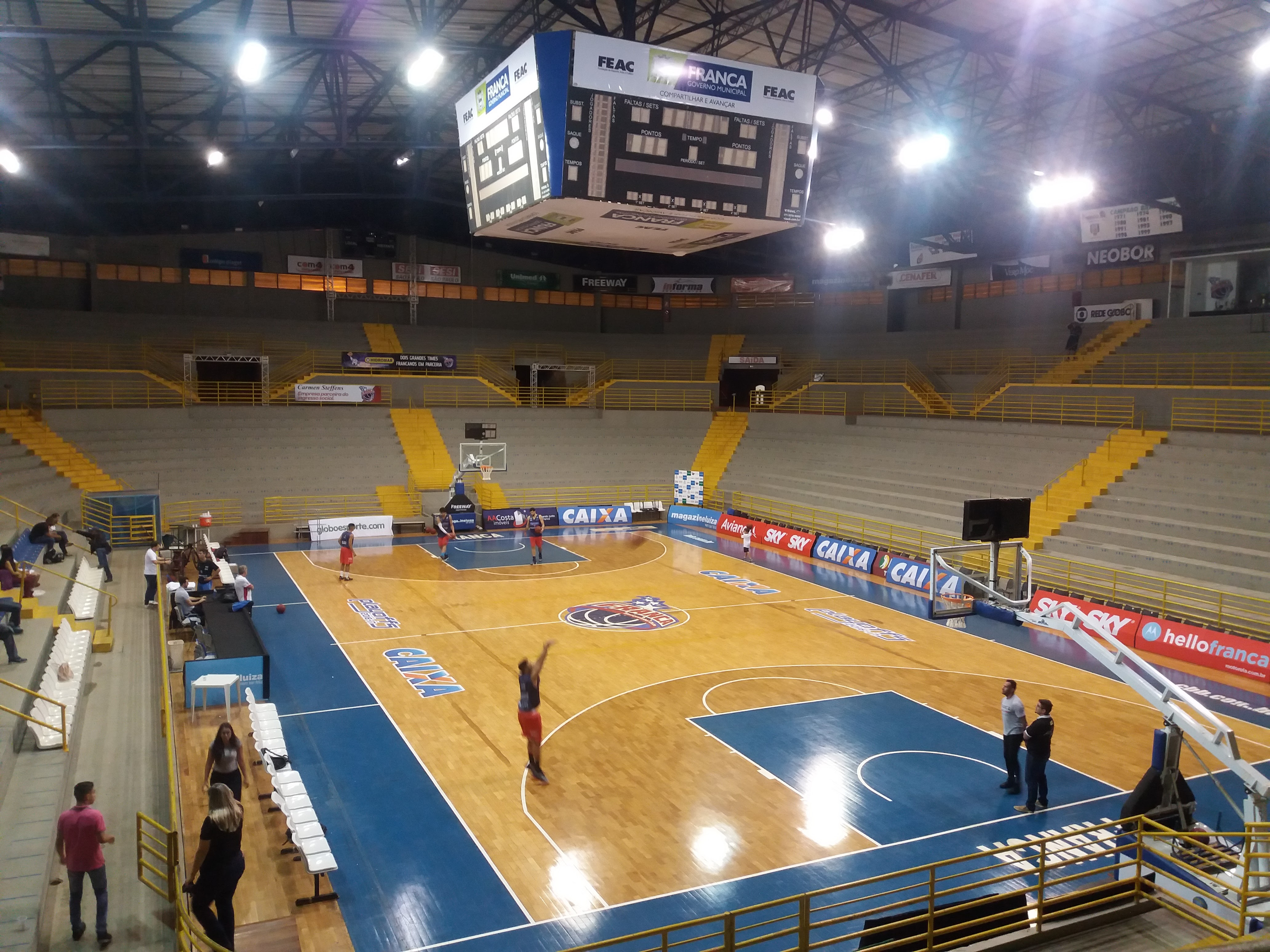
O Ginásio Poliesportivo Pedro Morilla Fuentes, conhecido como Pedrocão, é o principal palco do basquete em Franca, também conhecida como “Capital do Basquete”.

O Franca Basquetebol Clube foi fundado em 10 de maio de 1959. A cidade de Franca é reconhecida como a capital do basquete brasileiro, sendo o clube que conquistou o maior número de títulos na história do basquete nacional. Ao longo dos anos, diversos jogadores se destacaram pelo clube, como Hélio Rubens (Helinho), Anderson Varejão, Toto, Fernando Minucci, Chuí, Tato Lopez, Jorge Guerra (Guerrinha), Márcio Dorneles, Murilo Becker, Rogério Klafke, Demétrius Conrado Ferracciú, José Vargas, entre outros. O clube foi vice-campeão mundial de basquete em duas ocasiões: em 1975 sob o nome de Esporte Clube Amazonas Franca, e em 1980 como Associação Atlética Francana.
O Ginásio Poliesportivo de Franca teve seu projeto inicial em 1973, durante a gestão do prefeito José Lancha Filho. Foi inaugurado oficialmente em 19 de janeiro de 1975, na abertura do XXXIX Jogos Abertos do Interior, com capacidade para 3.500 pessoas, representando a cidade pelo EC. Amazonas Franca. O prefeito na ocasião foi o Dr. Hélio Palermo. Em 7 de setembro de 1996, o ginásio foi reinaugurado com capacidade ampliada para 7.000 lugares, recebendo o nome de "Ginásio Pedrocão", em homenagem a Pedro Morilla Fuentes, grande incentivador do basquete francano. A reinauguração também marcou a despedida do jogador Hélio Rubens das quadras, com uma partida comemorativa em sua homenagem. Nessa ocasião, foi instalado um placar eletrônico no centro do ginásio, visível de todos os lados, tornando-se o primeiro da América Latina. Atualmente, a equipe do Franca Basquetebol realiza seus jogos nesse espaço.

#### Futebol

Escudo da Associação Atlética Francana (Francana)

A Associação Atlética Francana, também conhecida como Francana, é um clube de futebol brasileiro, com sede em Franca. Fundada em 12 de outubro de 1912 por David Carneiro Ewbank, Homero Pacheco Alves e Beneglides Saraiva, suas cores são verde e branco. A equipe conquistou o título da Segunda Divisão do Campeonato Paulista em 1977. Atualmente, disputa a Série B1 (Quarta Divisão) do Campeonato Paulista.
O clube manda seus jogos no Estádio Municipal Doutor José Lancha Filho, popularmente conhecido como "Lanchão", com capacidade para 18 mil pessoas. O Estádio Coronel Francisco de Andrade Junqueira, conhecido como "Coronel Nhô Chico" é utilizado atualmente para as categorias de base. Ao longo de sua história, o time contou com grandes jogadores, como Assis, ídolo do Fluminense, e o goleiro Geninho.

#### Outros

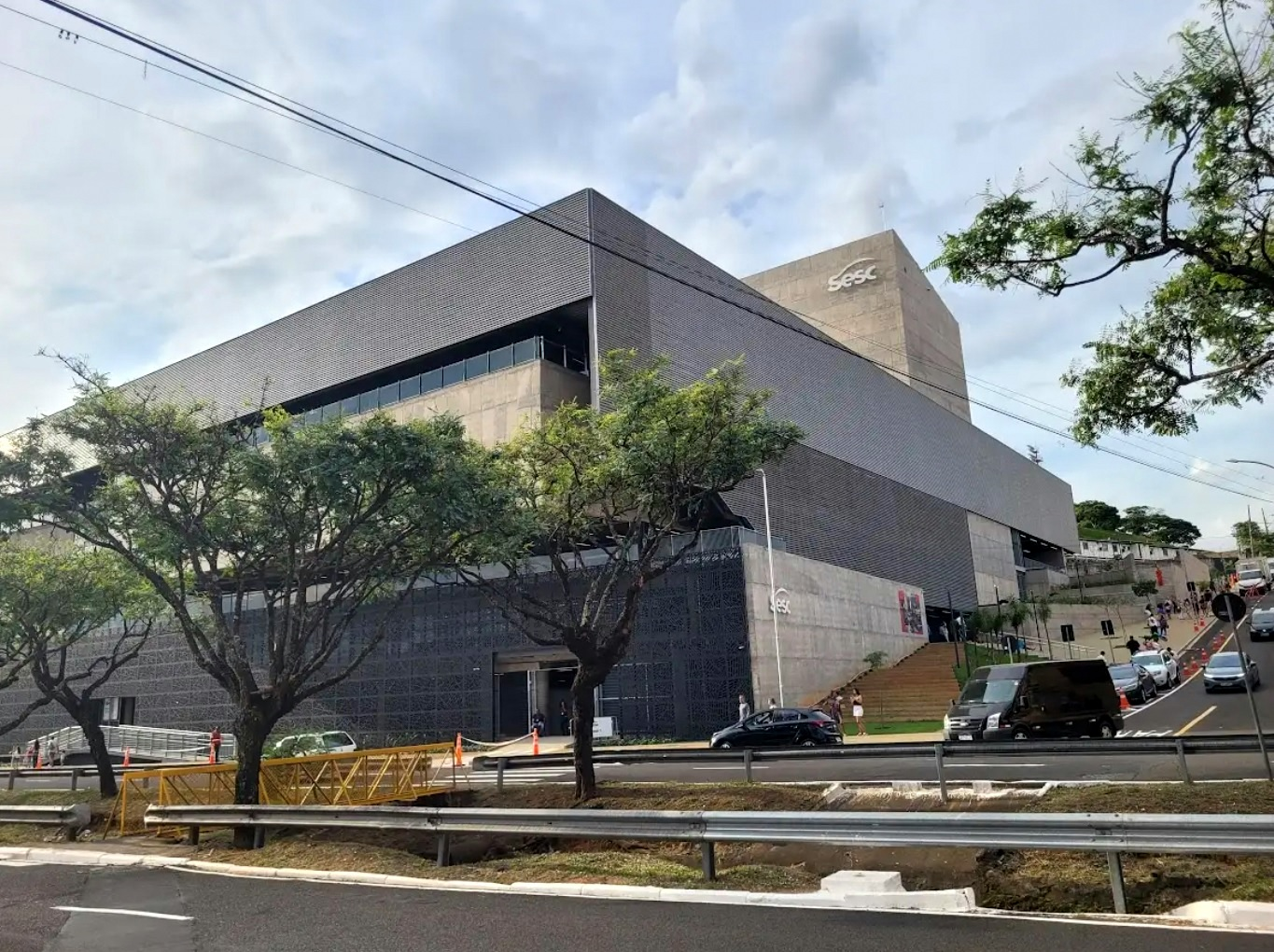
Unidade do SESC em Franca, inaugurada durante o bicentenário da cidade.

Em fevereiro de 2009, surgiu a ideia de construir o primeiro autódromo e kartódromo da região. Em dezembro daquele ano, após 10 meses de obras, foi inaugurado o Franca Speed Park, que conta com 1.400 metros de pista asfaltada, com possibilidade de ampliação, e uma infraestrutura em constante desenvolvimento. O autódromo recebe pilotos de toda a região de São Paulo, Minas Gerais e Goiás para Campeonatos Regionais de Corrida. O Speed Park também funciona como kartódromo, oferecendo à população a opção de alugar a pista para praticar Kart. Além disso, o local oferece atividades de Motovelocidade e promove maratonas para bicicletas de velocidade.
O Diablos Rugby Club, fundado em 2009, é a primeira equipe de rugby da região, contando com cerca de 40 praticantes regulares. A equipe participa do Campeonato Paulista de Rugby do Interior (CPI), promovido pela Liga Paulista de Rugby (LIPAR), além de desenvolver atividades voltadas à difusão do esporte no município.
Em 28 de novembro de 2024, foi inaugurada na cidade a 43ª unidade do SESC no estado de São Paulo, com, até então, a maior área construída no interior do estado, durante as comemorações pelos 200 anos da cidade. O espaço, com 35.550 m² de área construída, conta com biblioteca, quadras esportivas, piscinas, teatro, áreas de convivência, lanchonetes e clínica odontológica, entre outras instalações.